# Univers de Harry Potter
Pour un article plus général, voir Monde des sorciers de J. K. Rowling.
Cet article concerne l'univers de l'histoire de Harry Potter. Pour les éléments de l'univers de la série dérivée Les Animaux fantastiques, voir Univers des Animaux fantastiques.
L’univers de Harry Potter est un sous-univers fictif du monde des sorciers créé par J. K. Rowling, dans lequel le personnage de fiction Harry Potter évolue au sein de la saga littéraire du même nom.
L'histoire de Harry Potter est ancrée dans la société britannique des années 1990. La communauté magique de Grande-Bretagne dispose de sa propre organisation gouvernementale (le ministère de la Magie) avec notamment ses propres lois, son école de magie, son système économique, ses médias ou ses transports spécifiques.

## Géographie
Le lieu le plus représentatif de l'univers est le château abritant l'école Poudlard, car l'essentiel de l'intrigue s'y déroule. Beaucoup de lieux magiques, à l'image de cette école, sont indétectables pour les Moldus, les personnes sans pouvoirs magiques. Nous pouvons aussi noter l'existence d'établissements similaires à ceux du monde réel mais possédant des caractéristiques magiques, tels que l'hôpital Sainte-Mangouste ou le ministère de la Magie à Londres, dont l'accès se fait par un vieux bâtiment en rénovation et par une cabine téléphonique délabrée et vandalisée. D'autres endroits, dépourvus de magie, sont également présents dans l'univers de Harry Potter, comme le quartier de Privet Drive, où vivent l'oncle et la tante de Harry et où le sorcier passe ses vacances scolaires.

## Objets
De nombreux objets spécifiques à l’univers de Harry Potter ont été créés par J. K. Rowling, comme le Choixpeau magique, le miroir du Risèd ou le retourneur de temps. D'autres, comme les baguettes magiques ou les balais volants, ont été empruntés. Certains sont liés directement à l'intrigue de l'histoire comme c'est le cas des Reliques de la Mort ou des Horcruxes.

## Magie
Dans la saga littéraire Harry Potter, la magie est décrite comme une force naturelle qui peut être utilisée pour contrer les lois de la nature tout en pouvant être étudiée de manière scientifique. De nombreuses créatures magiques existent dans la saga, ainsi que des créatures ordinaires qui font preuve de pouvoirs magiques (comme les hiboux, utilisés pour transporter le courrier). Des objets magiques peuvent également posséder des pouvoirs magiques. Les rares êtres humains capables de faire de la magie sont appelés sorciers et sorcières, tandis que ceux qui n'ont aucun pouvoir sont appelés Moldus.
Chez les humains, le pouvoir magique et son absence sont des attributs innés. Ils sont héréditaires, transmis par des allèles dominants ou récessifs. Dans les couples de sorciers, l'enfant naît généralement pourvu de pouvoirs magiques, et dans les couples moldus, il en est dépourvu. Il existe des exceptions : les enfants nés de parents sorciers mais incapables de faire de la magie, très rares, sont appelés cracmols ; les enfants sorciers nés de parents moldus, plus courants, sont dits « nés-Moldus » (ou « Sang-de-bourbe » selon une expression péjorative).

### Baguette magique
Une baguette magique est un accessoire de la vie quotidienne d'un sorcier, utilisé pour exécuter des exploits magiques. Communes aux deux histoires du monde des sorciers, les baguettes peuvent être utilisées comme outil ou comme arme. Leur prix chez Ollivander — fabricant de baguettes magiques du Royaume-Uni —, est de sept gallions.

### Limites de la magie
Avant de publier le premier roman Harry Potter, Rowling a passé cinq ans à établir les règles et limites de la magie, à déterminer ce qu'elle pouvait et ne pouvait pas faire. Elle a affirmé en 2000 : « Le plus important quand on crée un monde fantastique est de décider ce que les personnages ne peuvent pas faire. »
Il est par exemple impossible de ressusciter les morts. Les cadavres peuvent être transformés en Inferi obéissant aux ordres de sorciers vivants, de manière un peu similaire aux zombies. Il est également possible d'invoquer les « ombres » fantomatiques des personnes décédées grâce à l'effet Priori Incantatum produit par les baguettes magiques. La pierre de résurrection, quant à elle, permet de communiquer avec les morts sans leur redonner une consistance corporelle ni les retirer de leur repos.
De la même manière, il n'est pas possible de se rendre immortel, à moins de faire usage d'un puissant objet mystique prolongeant la vie (tel que la pierre philosophale créée par Nicolas Flamel ou un horcruxe, ce dernier ayant été utilisé par Voldemort). Une légende raconte que quiconque entre en possession des trois reliques de la Mort peut devenir « maître de la mort ».

#### Exceptions aux lois de Gamp sur la métamorphose élémentaire
Les cinq exceptions aux lois de Gamp sur la métamorphose élémentaire désignent ce qui ne peut pas être créé par la magie « à partir de rien ». Quatre de ces exceptions sont mentionnées dans les romans : la nourriture, l'amour, la vie, et l'information. La cinquième et dernière exception est probablement l'argent : Rowling a affirmé dans une interview que les sorciers ne peuvent pas matérialiser de l'argent à partir de rien car cela perturberait gravement le système économique du monde magique. Cependant, la pierre philosophale peut transformer n'importe quel métal en or. L'exception de l'amour est mentionnée pour la première fois dans Harry Potter et le Prince de sang-mêlé : le sentiment peut être reproduit grâce à des philtres d'amour mais ne peut pas être recréé. La nourriture servie à Poudlard n'est pas créée par enchantement mais transportée depuis les cuisines du sous-sol dans lesquelles elle est préparée par des elfes de maison.

### Influence des émotions
Lorsqu'un sorcier est sous l'influence d'une émotion violente, il peut provoquer un effet magique, la plupart du temps involontairement. Souvent, les jeunes sorciers qui n'ont pas encore appris à maîtriser leurs pouvoirs, peuvent en provoquer sous le coup de la colère ou de la peur .

### Magie noire
La magie noire est habituellement employée dans un but malveillant. Les pratiquants de la magie noire sont désignés sous le nom de mages noirs, dont le plus connu est Voldemort. Les forces du mal proviennent des plus mauvaises impulsions de la nature humaine. Dans le monde magique, l'utilisation de la magie noire est fortement stigmatisée et même illégale ; cependant, ces charmes sont si répandus que même avant l'élévation de Voldemort, beaucoup d'écoles dont Poudlard enseignaient déjà la défense contre les forces du mal.

### Sortilèges
La manière classique de pratiquer la magie, celle qui est enseignée aux jeunes sorciers dès leur première année à Poudlard, consiste à associer trois éléments pour lancer un sort : une formule, un mouvement de baguette et la volonté. Cependant, dans certains cas, il est possible de se passer de la formule ou du mouvement de baguette.
Si la plupart des sorciers doivent prononcer une incantation pour exécuter un sortilège, certains d'entre eux sont capables de le faire sans prononcer la formule, en ne la récitant que mentalement.
La pratique d'un sortilège informulé demande davantage de concentration, et tous les sorciers n'en sont pas capables. Plus difficiles à réaliser, ils ne sont enseignés qu'à partir de la sixième année à Poudlard, au niveau ASPIC. Harry en particulier éprouve de grandes difficultés à les maîtriser, ce qui lui vaut quelques moqueries de la part de Severus Rogue qui les leur enseigne.
La maîtrise des sortilèges informulés constitue un avantage indéniable lors d'un duel : l'adversaire ne peut pas simplement se baser sur la formule entendue pour déterminer quel sortilège va être utilisé, et s'il ne reconnaît pas le sort lancé, il sera peut-être incapable de le neutraliser.

#### Sortilèges impardonnables
Il existe trois sortilèges, dits « impardonnables », qui entraînent des conséquences extrêmement graves pour ceux qui les pratiquent. Ce sont des maléfices que les lois de la sorcellerie répriment très sévèrement. Ces sortilèges sont ceux de la mort Avada Kedavra, de la torture Doloris et du contrôle Imperium.

##### Avada Kedavra
L'Avada Kedavra provoque la mort instantanée, dans un éclair de lumière verte et un bruit semblable à une rafale de vent. L'incantation utilisée pour lancer ce sort est Avada Kedavra. C’est un sort qui exige une grande puissance magique. Il n'existe aucun moyen de conjurer ce sort, ce qui fait en grande partie la célébrité de Harry Potter : c'est le seul être à y avoir jamais survécu. Lily Potter, la mère de Harry, se sacrifie pour protéger son fils de Voldemort, et ce faisant, lui assure une puissante protection, retournant ainsi le sort contre Voldemort. Harry en garde toutefois une cicatrice en forme d'éclair sur son front. S'il est impossible de survivre au sort, il est tout à fait possible d'esquiver l'attaque ou de la contrer.

« [Avada Kedavra] est de l'araméen, je crois. C'est la véritable origine d’Abracadabra. Littéralement, cela signifie : « que la chose soit détruite ». »

— J. K. Rowling en 2017.
Utilisations dans les livres
C'est le sort utilisé par Voldemort pour assassiner son père et ses grands-parents, qui sont retrouvés sans aucune marque de blessures, mais portant sur le visage une expression de terreur ; l'autopsie pratiquée par des Moldus ne peut déterminer les causes de leur mort. Voldemort tue de nombreuses personnes avec l’Avada Kedavra, comme Frank Bryce, Bertha Jorkins, Lily Evans et James Potter. Voldemort l'utilise également contre Charity Burbage, professeur d'étude des Moldus à Poudlard, au début de Harry Potter et les Reliques de la Mort. Dans le même livre, Voldemort le réutilise sur Harry mais celui-ci parvient à revenir dans le monde des vivants car le sort ne fait que tuer l'horcruxe qui était en Harry depuis la première fois qu'il résista au sort.
Barty Croupton Jr. déguisé en Maugrey Fol Œil l'utilise sur une araignée pour en donner l'exemple à sa classe dans Harry Potter et la Coupe de feu.
Peter Pettigrow, sur ordre de Voldemort, utilise l’Avada Kedavra pour tuer Cedric Diggory avec la baguette de son maître, dans le même livre.
Un Mangemort a l’intention de l'utiliser contre Hermione dans la bataille du Département des Mystères, mais il est interrompu par Harry au milieu de la formule magique.
C’est ce sort, jeté par Severus Rogue à la fin de Harry Potter et le Prince de sang-mêlé, qui tue le professeur Dumbledore et le projette en bas de la tour d'astronomie.
Utilisations dans les films
Dans le film Harry Potter et l'Ordre du Phénix, c'est le sort utilisé par Bellatrix Lestrange qui précipite Sirius Black dans le voile de la mort. Dans le livre, la nature du sort lancé n'est pas clairement indiquée. Dans le film Harry Potter et la Chambre des secrets, Lucius Malefoy commence à prononcer le sort contre Harry car ce dernier lui a fait perdre son serviteur (Dobby). Mais il est arrêté dans son élan par Dobby qui l'envoie dans les airs. Ron Weasley utilise aussi ce sort dans le 7e film pour se défendre de l'attaque de Nagini (qui est un horcruxe), qui le poursuit ainsi qu'Hermione. Dans le film Harry Potter et les Reliques de la Mort, partie 2, Gregory Goyle utilise le sortilège d'Avada Kedavra contre Hermione dans la salle sur demande, mais cette dernière l'esquive de justesse.

##### Doloris
Ce sort inflige à la victime une douleur considérable. La victime a l'impression que son cerveau gonfle, qu'il est sur le point de faire exploser son crâne et que ses os sont en feu. Le sortilège Doloris se lance par l'incantation Endoloris.
Doloris vient du latin dolor, oris signifiant douleur, souffrance. La version anglaise (Cruciatus Curse - Crucio) vient du latin crux, crucis, la croix, et également de la même racine que le mot crucifier ou crucifixion (qui provoque des douleurs épouvantables).
Utilisations
Il est utilisé par les partisans de Voldemort pendant les années de puissance de Voldemort, aussi bien sur des Moldus que sur des sorciers. À cette époque, Bellatrix Lestrange, accompagnée d’autres Mangemorts, l’infligea à Frank et Alice Londubat, et ceux-ci finirent par en perdre la raison. Bellatrix a par la suite réutilisé plusieurs fois ce sort, qui est visiblement son préféré.
Krum inflige à Cedric Diggory le sortilège Doloris dans le but de permettre à Harry de gagner (et par conséquent de l'amener à Voldemort).
À son retour, à la fin de Harry Potter et la Coupe de feu, Voldemort l'utilise brièvement sur Peter Pettigrow, Avery et Harry Potter.
Bellatrix Lestrange tente de l'utiliser également sur Neville Londubat dans Harry Potter et l'Ordre du Phénix mais le rate.
Harry à son tour tente de l'infliger à Bellatrix Lestrange peu après, mais découvre que la colère seule ne suffit pas à rendre le maléfice efficace.
Drago Malefoy essaie de l'utiliser sur Harry dans Harry Potter et le Prince de sang-mêlé mais il en est empêché quand son adversaire le contre avec un Sectumsempra.
Harry tente de nouveau de l'utiliser dans Harry Potter et le Prince de sang-mêlé, cette fois contre Severus Rogue, mais celui-ci le bloque facilement.
Harry l'utilise dans le dernier livre, Harry Potter et les Reliques de la Mort, sur l'un des professeurs, Carrow, pour le punir d'avoir craché sur le professeur McGonagall. Carrow est assommé par le choc.

##### Imperium
Il place la victime sous le contrôle total de l'auteur du sort. Le sort de l'Imperium se lance avec l'incantation Impero (« Je commande »). On peut résister à l'Imperium, mais cela est extrêmement difficile et demande une vraie force de caractère ou beaucoup de temps (Barty Croupton Jr. met plusieurs mois avant de commencer à résister au sortilège). Dans sa classe, seul Harry en est capable, et de surcroît uniquement après plusieurs essais.
L’Imperium ne fonctionne pas que sur les humains, toute créature intelligente étant une victime potentielle (Barty Croupton Jr. en forme de Maugrey Fol Œil l'utilise sur une araignée pendant son cours sur les Sortilèges Impardonnables). La mémoire des victimes peut être soumise à des lacunes une fois le sortilège brisé.
Imperium vient du latin impero, as, are, avi, atum, verbe signifiant « commander, ordonner, enjoindre », et imperium, imperii (neutre) qui signifie commandement, règne, pouvoir, puissance.
Utilisations
Dans le labyrinthe de Harry Potter et la Coupe de feu, Viktor Krum est soumis à l'Imperium par Barty Croupton Jr..
Dans Harry Potter et le Prince de sang-mêlé, Madame Rosmerta, la patronne des Trois Balais, est soumise à l’Imperium par Drago Malefoy dans le but de remettre au premier élève passant (après lui avoir fait subir le sortilège de l’Imperium) un collier d'opale ensorcelé.
Harry Potter l'utilise plusieurs fois dans Harry Potter et les Reliques de la Mort dans la banque de Gringotts, afin d'atteindre le coffre de Bellatrix Lestrange pour y récupérer un Horcruxe.
Dans le même roman, Minerva McGonagall l'utilise sur Amycus et Alecto Carrow afin de les neutraliser et récupérer leurs baguettes.

#### Sortilèges informulés
Les sortilèges informulés ne sont pas prononcés oralement.
Nombre de sorts utilisés par de puissants mages sont « informulés ». Severus Rogue les emploie à plusieurs reprises, surtout après la chute de Dumbledore de la Tour d'Astronomie, lorsque Harry le poursuit en lui lançant ses propres sorts (Harry Potter et le Prince de sang-mêlé). Ces sorts paraissent de simples contres, des esquives de sorts, mais se retournent contre leur envoyeur.
Les sortilèges informulés sont appris par les élèves de Poudlard lors de leur sixième année. Ils sont traités en cours de défense contre les forces du Mal, de sortilèges et de métamorphoses. C'est une question de concentration et de force mentale dont certains manquent singulièrement. Hermione Granger devient rapidement habile en sortilèges informulés et utilise notamment ce subterfuge en cours de potions pour que Harry et Ron ne la copient pas.
Dans le film Harry Potter et l'Ordre du Phénix, lorsque Harry poursuit Bellatrix, juste après la mort de Sirius, Voldemort apparaît. Harry tente alors une feinte envers Voldemort pour tenter de le désarmer, mais ce dernier, l'ayant pressenti, est plus rapide que lui et le désarme sans prononcer un mot. Les Mangemorts sont aussi adeptes de ce style de combat, car aucune formule n'étant incantée lors d'un duel, leur voix (et donc leur identité) n'est pas révélée.

## Politique

### Gouvernement
Le pouvoir sur le monde de la sorcellerie est exercé par un ministère de la Magie. Le seul à être décrit par J. K. Rowling est le ministère anglais, la saga se déroulant au Royaume-Uni.

### Relations avec le monde moldu
Les relations politiques entre le monde des sorciers et le monde des Moldus sont réduites au strict minimum. En Angleterre, le Ministre de la Magie se présente au Premier Ministre moldu lors de son élection, mais celui-ci est une des seules personnes à connaître l'existence des sorciers et en règle générale, c'est la seule fois qu'ils se rencontrent. Cependant, dans certains cas particuliers où des Moldus sont en danger (l'évasion massive de mangemorts d'Azkaban, le transfert de créatures magiques dangereuses ou encore le retour de Voldemort par exemple), le ministre de la Magie tient le Premier Ministre au courant des événements.

### Relations internationales
Les gouvernements magiques du monde sont à un certain degré unis dans la Confédération Internationale des Mages et Sorciers. Cette organisation a beaucoup de responsabilités, la principale étant d'imposer le Code du Secret de la Confédération Internationale.
Les livres ne font aucune référence au degré auquel les guerres et les tensions entre les gouvernements moldus (par exemple, les guerres mondiales ou la guerre froide) influencent les relations entre les gouvernements magiques respectifs. Cependant, J. K. Rowling a indiqué que l'ascension du mage noir Gellert Grindelwald et sa défaite par Dumbledore en 1945 ont été liées à l'ascension et à la chute du Troisième Reich.

## Économie

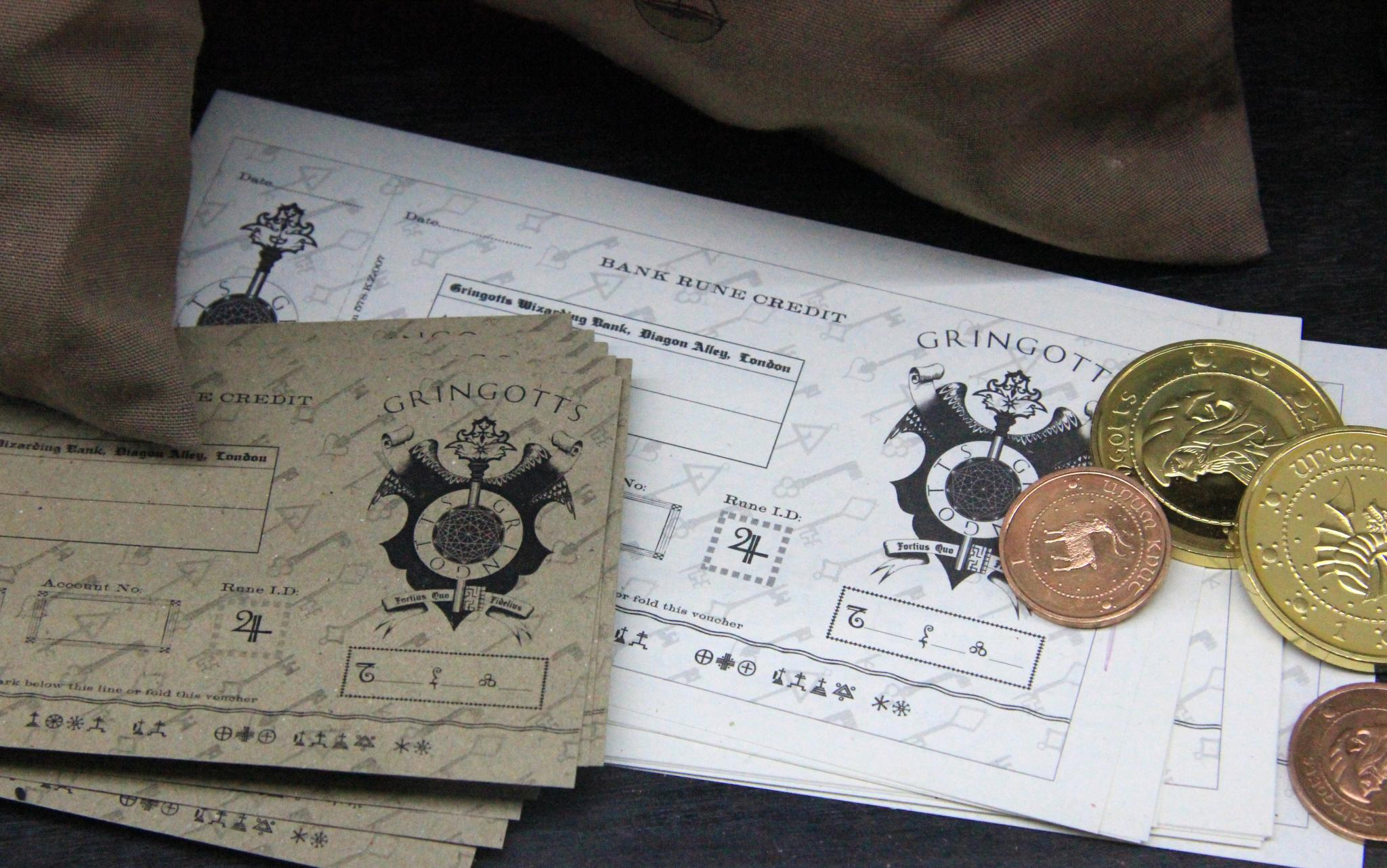
Monnaie et documents en circulation à la banque Gringotts. The Making of Harry Potter, Studios Leavesden (2012).

Une devise fictive, dont seules des pièces de monnaie sont en circulation, est utilisée par les sorciers du Royaume-Uni. Les trois unités utilisées sont, par ordre de valeur décroissante, les gallions d'or, les mornilles d'argent et les noises de bronze. Les banques du monde magique assurent un service de change avec la monnaie moldue. La seule référence à ces banques dans Harry Potter est l'établissement de Gringotts, situé sur le Chemin de Traverse à Londres et qui compte des centaines de coffres (pouvant contenir d'autres objets que des liquidités). Hagrid indique que les sorciers ont une seule banque, du moins au Royaume-Uni.

### Monnaies
« Celles en or sont des gallions. En argent, ce sont les mornilles. Il y a dix-sept mornilles d’argent dans un gallion d’or et vingt-neuf noises de bronze dans une mornille. C’est facile à retenir. »

— Rubeus Hagrid (tome 1, chapitre 5)
La monnaie magique est fabriquée à partir de métaux précieux ensorcelés afin que les pièces puissent être plus légères. Ainsi, quand Harry Potter se saisit de la récompense du Tournoi des Trois Sorciers, un sac contenant un millier de gallions, il ne semble pas souffrir du poids. Certaines créatures magiques, et notamment les niffleurs, sont sensibles à l'odeur dégagée par les gallions et sont utilisées par les gobelins pour dénicher des trésors.

#### Gallion
Le gallion (galleon en anglais) est l'une des trois pièces qui constitue l'argent des sorciers. Il est en or. Des chiffres sont présents sur la tranche. Il s'agit d'un numéro de série désignant le gobelin qui a frappé la monnaie. Un gallion vaut 17 mornilles, soit 493 Noises. Dans Harry Potter et l'Ordre du Phénix, Hermione enchante de faux gallions pour qu'ils indiquent la date et l'heure de la prochaine réunion de l'Armée de Dumbledore au lieu du numéro de série.

#### Mornille
La mornille (sickle en anglais) est l'une des trois pièces qui constitue l'argent des sorciers. Elle est en argent. 17 mornilles valent un gallion et 29 noises valent une mornille.

#### Noise
La noise (knut en anglais) est l'une des trois pièces qui constitue l'argent des sorciers. Elle est en bronze.

### Taux de conversion
|            | Gallion(s) | Mornille(s) | Noise(s) | £       | €       |
| ---------- | ---------- | ----------- | -------- | ------- | ------- |
| 1 gallion  | 1          | 17          | 493      | 5.10    | 5.89    |
| 1 mornille | 0.05882    | 1           | 29       | 0.30    | 0.35    |
| 1 noise    | 0.002028   | 0.03448     | 1        | 0.01034 | 0.01194 |
| 1 £        | 0.1960     | 3.33        | 96.71    | 1       | 1.15    |
| 1 €        | 0.1698     | 2.86        | 83.75    | 0.87    | 1       |

J. K. Rowling a indiqué que la valeur approximative d'un gallion était de cinq livres sterling, bien que « le taux varie ». Dans la préface du livre Les Animaux fantastiques, il est indiqué par le personnage de Dumbledore que 174 millions de livres sterling données pour une œuvre de charité correspondent à 34 000 872 gallions, 14 mornilles et 7 noises. Cela suggère donc qu'un gallion équivaut à 5,1 £ (5,89 €).
CNN a créé un convertisseur en ligne calculant le taux de la monnaie dans Harry Potter par rapport au dollar américain.

## Éducation

### Enfance
Aucun système d'éducation n'est prévu avant le collège : les parents sorciers gardent leurs enfants à la maison et les instruisent sur des sujets non magiques, tels que la littérature et les mathématiques. En revanche, les enfants nés ou élevés dans des familles moldues fréquentent les écoles maternelles et primaires ordinaires.
Il n'existe aucune loi obligeant les enfants à fréquenter une école dans le monde magique britannique. Les parents peuvent décider de continuer à élever leurs enfants à domicile, de les envoyer à Poudlard ou dans d'autres écoles de magie étrangères.
Cependant, dans le septième livre, alors que Voldemort s'empare en secret du ministère, et que Severus Rogue est nommé directeur de Poudlard, une nouvelle loi oblige les parents à inscrire leur(s) enfant(s) à l'école de sorcellerie. Cela permet au mage noir et à ses fidèles Mangemorts, Rogue (directeur) et à Alecto et Amycus Carrow (Mangemorts devenus professeurs), de contrôler tous les jeunes sorciers et de repérer les « nés-Moldus » qui sont en fuite. Mais Rogue a promis à Dumbledore de tout faire pour que les élèves soient le plus en sécurité possible. Et c'est pourquoi il décida de prendre le poste, empêchant par la même occasion les jumeaux Carrow de tuer des élèves. Et pouvant par là même, discuter avec le portrait de Dumbledore, ce dernier l'aidant dans sa quête jusqu'alors mystérieuse.

### Collège et études supérieures
L'Académie des examinateurs magiques est un comité chargé d'organiser le programme scolaire et les examens des étudiants de Poudlard, à la fin de leur cinquième et septième années (examens des BUSE (Brevet Universel de Sorcellerie Élémentaire) et de l'ASPIC (Accumulation de Sorcellerie Particulièrement Intensive et Contraignante)). À sa tête, Griselda Marchebank, une vieille sorcière qui a fait passer et garde en mémoire les brillants examens du jeune Albus Dumbledore.
Après Poudlard, il n'y a pas de système éducatif de troisième cycle, et aucune université. Les étudiants diplômés sont prêts à exercer un emploi dès leur sortie du collège, bien que certains métiers nécessitent des programmes d'entraînement spécifiques pouvant durer plusieurs années. Il en est ainsi du métier d'Auror et de Médicomage (médecin du monde magique). Quelques jeunes sorciers choisissent de voyager à travers le monde pour observer le mode de vie des créatures ou des sorciers étrangers (comme Charlie Weasley, le frère de Ron, étudiant les dragons en Roumanie).
Écoles étrangères connues
- Académie de magie de Beauxbâtons
- Institut de Durmstrang

Par le biais du site Pottermore, l'auteure mentionne quatre autres écoles de magie dans le monde : Mahoutokoro, Uagadou, Castelobruxo et Ilvermorny.

## Communication

### Voie postale
Les lettres sont envoyées par hiboux ou par le biais d'autres oiseaux.

### Journaux et magazines

#### La Gazette du sorcier

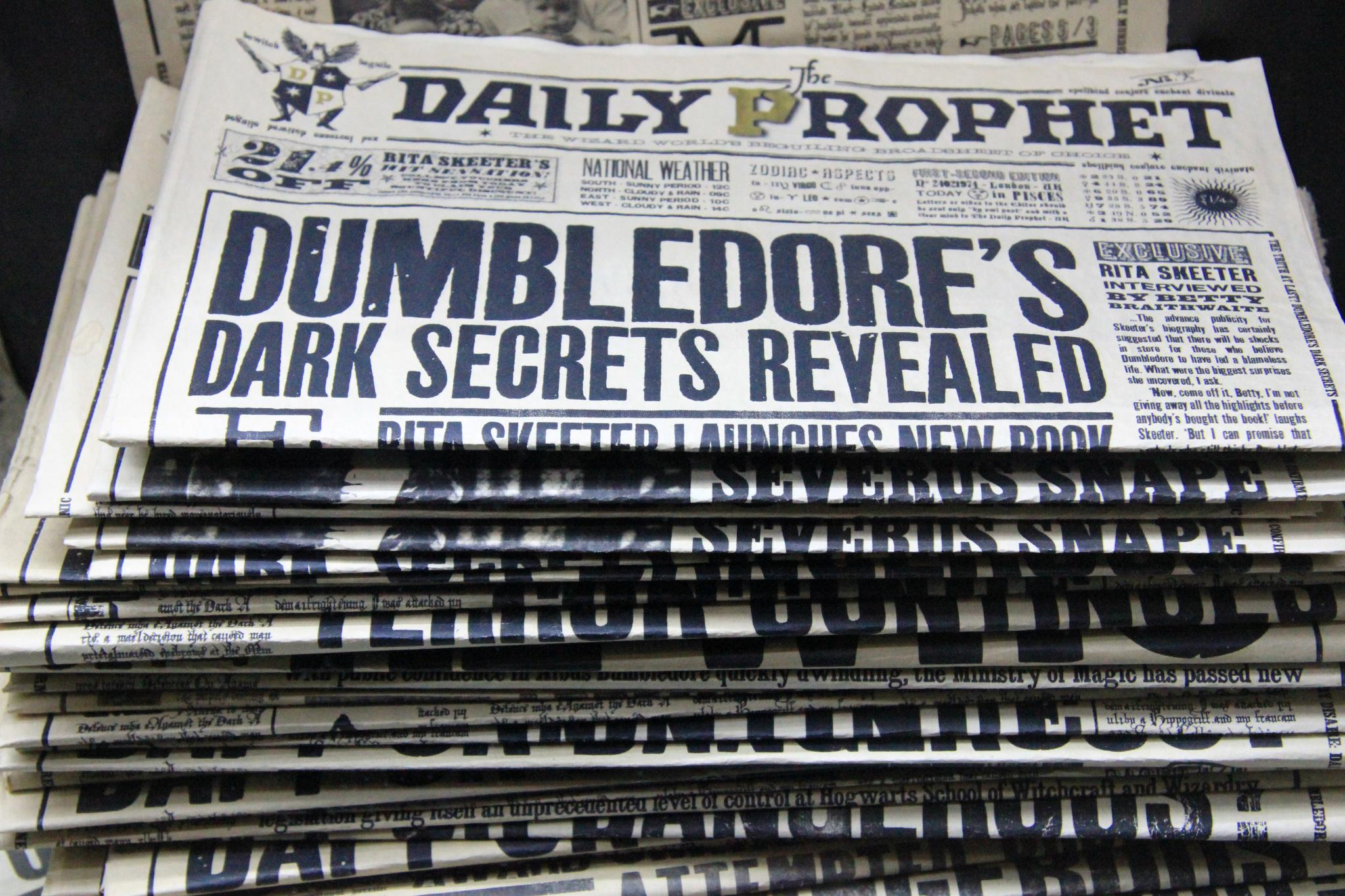
Pile de Gazettes. The Making of Harry Potter, Studios Leavesden (2012).

La Gazette du sorcier (en anglais : The Daily Prophet) est le quotidien le plus répandu dans l'univers de Harry Potter. L'édition du soir est appelée Le Sorcier du Soir, et l'édition du dimanche est appelée Le Sorcier du Dimanche. Tous les jours, il déverse son flot d'informations adapté au monde des sorciers, avec toutes les rubriques propre à un journal : la politique, les affaires nationales ou étrangères, la publicité, les potins divers, etc.
Son rédacteur en chef est Barnabas Cuffe (qui fut adhérent au Club de Slug pendant sa scolarité à Poudlard).
Il a beaucoup d'influence sur la population car il est le seul moyen d'information que les sorciers possèdent, en dehors de quelques autres quotidiens, de la radio et du courrier. C'est pourquoi chaque foyer ou presque y est abonné. Ce journal est tellement lu qu'il en devient le journal de propagande du gouvernement du ministre Cornelius Fudge. Hermione, par exemple, le lit tous les jours. Elle fait même suivre son journal partout où elle se rend, en vacances ou autre, pour rester au courant de l'actualité. La livraison du journal se fait le plus souvent par hibou : une petite bourse attachée à la patte de celui-ci permettant de le payer. Son prix peut varier entre 1 et 5 noises,.
Comme tout journal, La Gazette du sorcier est agrémentée d'images, mais à la différence de nos quotidiens, celles-ci sont animées (comme toutes les images dans le monde des sorciers). Le journal relate tous les faits importants dans le monde des sorciers ; il publie parfois des articles à scandale (surtout ceux de la journaliste Rita Skeeter).
La Gazette du sorcier se laisse aisément manipuler par les différents gouvernements successifs. Ainsi, lors du mandat de Cornelius Fudge, La Gazette laisse sous-entendre que Albus Dumbledore perd la raison. Lors du mandat de Rufus Scrimgeour, La Gazette fit croire à tout le monde que la situation était bien en main.
À noter que, particulièrement dans le quatrième livre, La Gazette du sorcier apparaît comme un tabloïd, en transformant les paroles des personnes interrogées concernant les participants au tournoi des Trois Sorciers.

#### Le Chicaneur

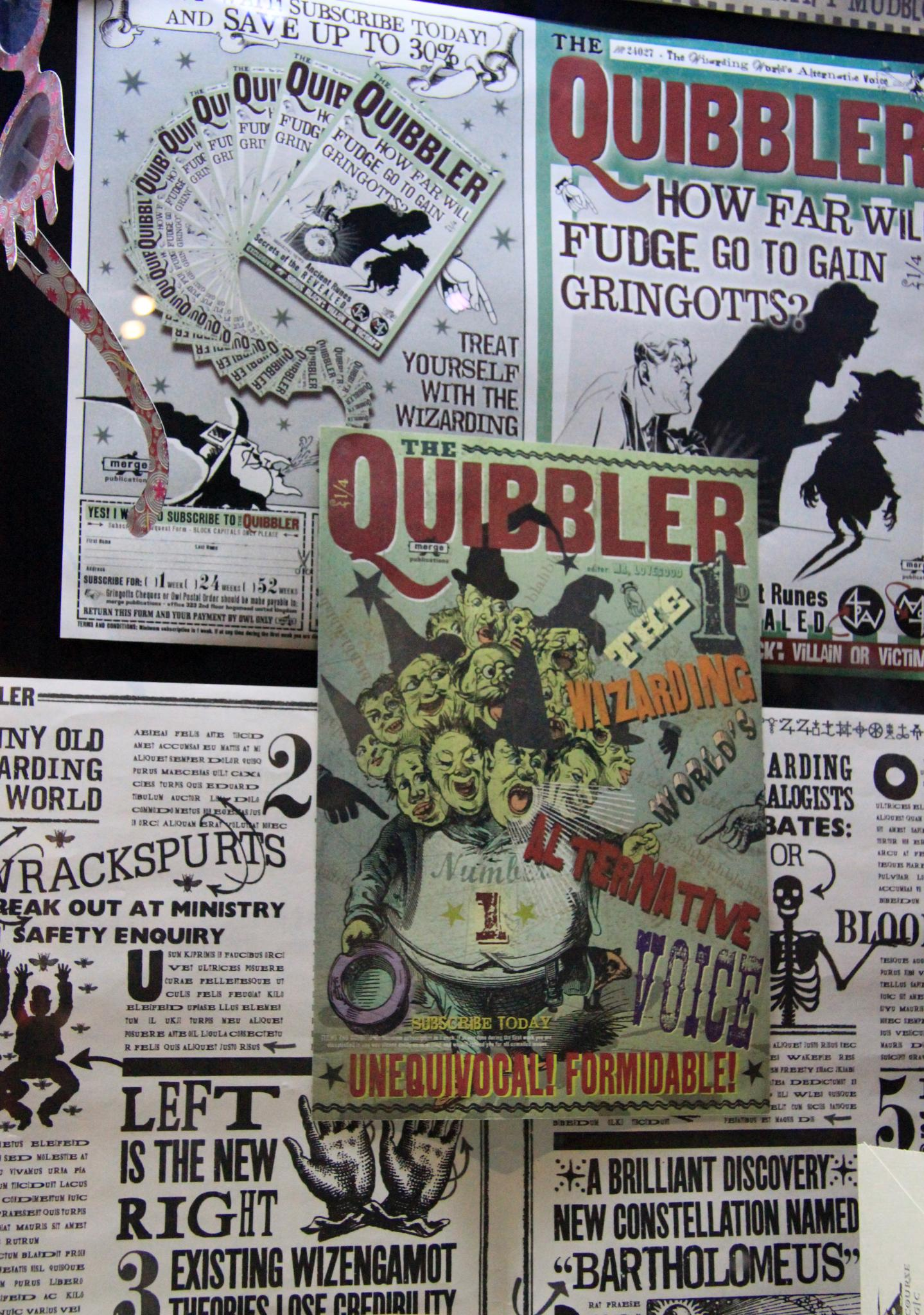
Détails du Chicaneur. The Making of Harry Potter, Studios Leavesden (2012).

Le Chicaneur ((en) The Quibbler) est un journal du monde des sorciers publiant souvent des articles aux fondements douteux (la rumeur sur le ministre de la magie, Cornelius Fudge, qui empoisonnerait et noierait des gobelins, n'en étant qu'une parmi d'autres). Concurrent de La Gazette du sorcier, il est décrit comme une vraie poubelle selon Hermione. Son directeur est Xenophilius Lovegood, père de Luna Lovegood.
Bien que n'étant jamais pris très au sérieux par la communauté des sorciers, le journal accepta toutefois de publier l'interview exclusive de Rita Skeeter, dans laquelle Harry Potter exposait sa version des faits sur le retour de Voldemort en juin 1995 (ce qui accroît la sympathie de Harry Potter pour ce journal). Après que le ministère de la Magie et La Gazette du sorcier eurent changé d'opinion à propos du retour de Voldemort en juin 1996, M. Lovegood revendit l'interview à La Gazette pour un très bon prix.
En règle générale, son magazine use beaucoup d'encre dans des théories conspirationnistes fantaisistes concernant plus ou moins directement le ministère de la Magie, comme la Conspiration de Rancecroc censée être orchestrée par les Aurors pour abattre le ministère en combinant la magie noire et une maladie des gencives, ou dans des histoires à propos de bêtes fantastiques et peu courantes, voire à l'existence douteuse, comme l’Enormus à Babille et le Ronflak Cornu. La vente de l'interview de Harry Potter à La Gazette permet à Luna Lovegood et son père de partir en voyage en Suède afin d'essayer d'attraper ces bêtes fantastiques.
J. K. Rowling a révélé lors du chat en direct sur Bloomsbury.com, à la question d'une lectrice qui demande ce qu'est devenu Le Chicaneur. Elle répond en ces termes : « Il est redevenu un journal un peu dingue comme il l’était auparavant, apprécié pour son humour non intentionnel ».

#### Sorcière-Hebdo
Il existe également un magazine dans le monde des sorciers, Sorcière-Hebdo, dont le style est un peu différent. Sa journaliste fétiche, Rita Skeeter, se fait un plaisir de dénicher les pires ragots qu'elle puisse trouver en les déformant à son goût. Un tabloid version sorcier.
Le professeur Lockhart reçut cinq fois le prix du sourire le plus charmeur de la part de ce magazine.

### Radio
Elle permet d'écouter de la musique (dont Célestina Moldubec, entendue chez les Weasley).
Durant la cavale de Harry, Hermione et Ron, la station de radio clandestine Potterveille, animée par les jumeaux Weasley et Lee Jordan, invite notamment Kingsley Shacklebolt et Remus Lupin à s'exprimer afin de maintenir le moral des sorciers résistants à Voldemort.

### Patronus
Un patronus permet de se protéger d'un détraqueur. On peut aussi envoyer un message grâce au sortilège du patronus. Tonks en utilise un dans Harry Potter et le Prince de sang-mêlé pour prévenir du retard de Harry au banquet qui ouvre l'année scolaire à l'école de Poudlard. Dans la première partie du septième livre, Kingsley utilise aussi un patronus pour prévenir les invités du mariage de Bill Weasley et Fleur Delacour de la mort du ministre de la Magie, de la chute du ministère et de l'arrivée des mangemorts au Terrier.

### Autres moyens de communication
Dans le monde magique, la persistance de l'âme après la mort du corps physique ne constitue pas une croyance religieuse mais un fait empiriquement prouvé. Certaines formes de magie permettent d'invoquer les morts et de communiquer avec eux. Elles sont rares et généralement considérées comme de la magie noire. La nécromancie n'est pas enseignée à Poudlard, et le ministère de la Magie ne traite pas non plus du sujet.
En revanche, la communication est courante entre les vivants et le nombre limité de sorciers qui choisissent de rester dans le monde en tant que fantômes, comme c'est le cas à Poudlard : professeurs, élèves et fantômes responsables des quatre maisons se côtoient et s'adressent la parole quotidiennement.
Les portraits magiques fournissent également un moyen de communiquer avec les sujets — depuis décédés — qu'ils représentent, ceux-ci ayant laissé dans le tableau une trace de leur personnalité. Severus Rogue et Harry Potter arrivent ainsi à communiquer avec Albus Dumbledore après sa mort,.
Dans le dernier livre, lorsque Harry est touché par l'Avada Kedavra de Voldemort, il est plongé dans un endroit étrange, et il y rencontre Dumbledore, pourtant mort, tandis que Harry est vivant.

## Transports

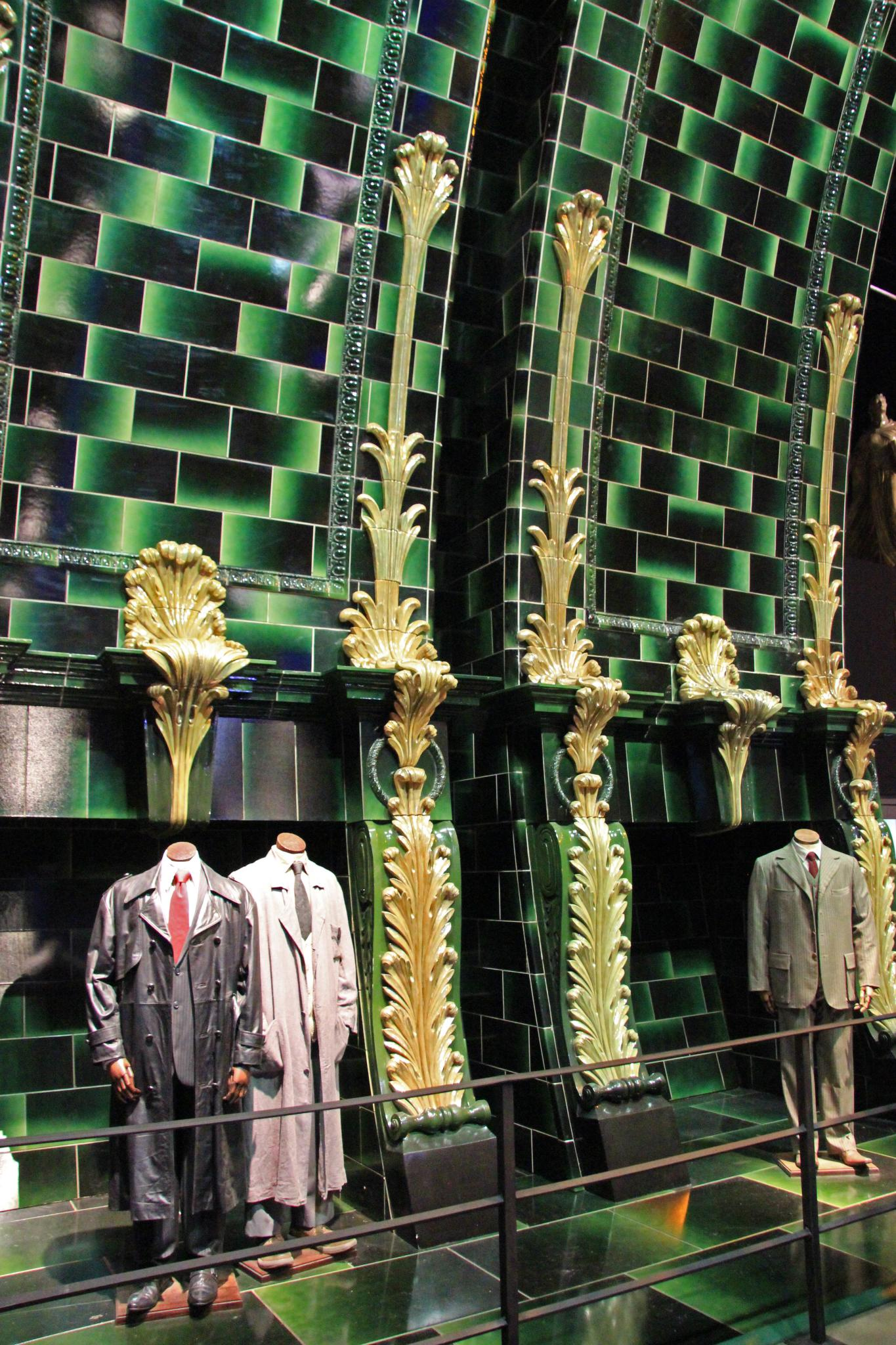
Le décor du Ministère de la Magie avec les tenues vestimentaires portées par les acteurs que l'on trouve au Warner Bros. Studio Tour de Londres (Warner Bros. Studio Tour : London : The Making of Harry Potter)

Dans l'univers de Harry Potter, les personnages utilisent de nombreux moyens de transport réservés aux sorciers, qu'il s'agisse de transports moldus détournés (voitures, bus, trains...), de créatures fantastiques (hippogriffe, phénix, sombral, ou dragon), d'objets magiques inventés (balais, tapis volants, etc.) ou de techniques de téléportation.

## Alimentation

### Repas des sorciers
À l'image du livre préféré de son enfance, Le Cheval d’argent, l’auteure se plaît à décrire tout au long de ses romans une nourriture abondante et typiquement anglaise :

« J’ai toujours décrit la liste des aliments que l’on pouvait déguster sur une table de Poudlard. »

— J. K. Rowling
Petits déjeuners : porridge, petits pains, jus d'orange, lait, chocolat chaud, harengs, œufs au bacon, toasts beurrés ou à la confiture, corn-flakes, café.
Plats et accompagnements : rosbif, choux de Bruxelles, saucisses frites, tripes, hachis parmentier, steaks, pâté de viande avec des légumes, lard, ragoût de bœuf et de rognons, tourte de bœuf aux rognons, ragoût « bien anglais », sandwichs au poulet et au jambon, fricassée de poulet, côtelettes de porc et d'agneau, gratin, pommes de terres sautées, frites, légumes divers, citrouille (à Halloween), purée, frites, petits pois, carottes, sauces onctueuses et ketchup.
Spécial Noël : dinde, chipolatas, sauces onctueuses, confiture d'airelles, sandwichs à la dinde (pour le thé), pudding de Noël, pancakes, gâteaux à la confiture, bûche de Noël.
Plats étrangers : bouillabaisse, goulash (servis lors du tournoi des Trois Sorciers).
Desserts : marshmallows, pancakes, tartes à la crème, bonbons à la menthe, glaces, tartes aux pommes, tartes à la mélasse, pudding aux raisins secs, éclairs au chocolat, gâteaux au chocolat, beignets à la confiture, gâteaux à la confiture, fruits divers, gelée anglaise, gâteaux de riz.
Boissons (en dehors de l'eau) : jus d'orange, jus de citrouille, lait de poule, thés, hydromels, hydromel aux épices, lait, bièraubeurre, whisky pur malt, sirop de cerise.

### Bièraubeurre

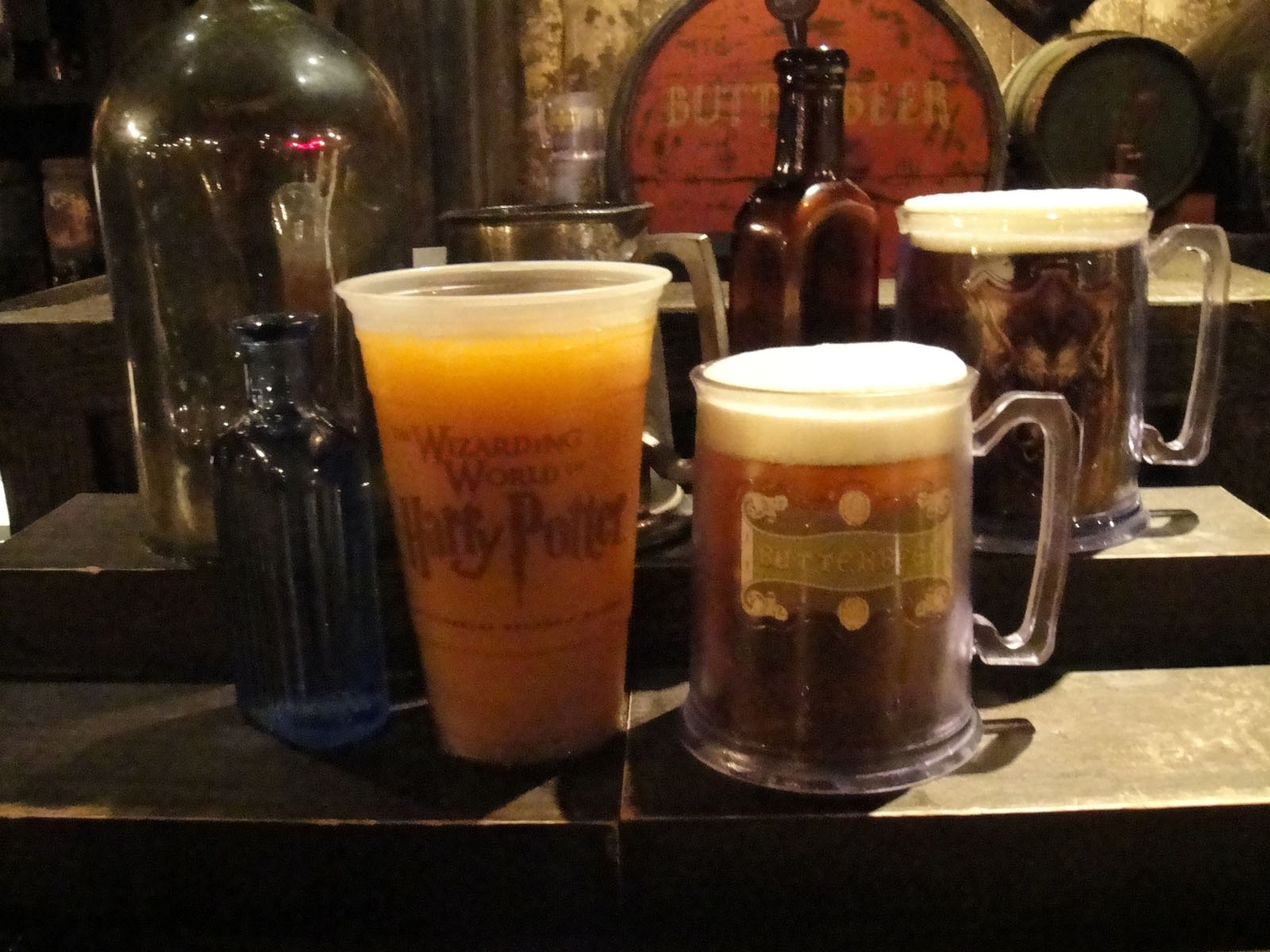
Représentation des Bièraubeurres. The Wizarding World of Harry Potter à Orlando.

Boisson composée comme son nom l'indique de bière (tiède ou chaude) et de beurre. Le goût de la Bièraubeurre est décrit comme étant sucré et proche de celui du caramel écossais (un mélange de beurre et de sucre roux). La bièraubeurre est la boisson la plus célèbre dans le monde des sorciers. Harry et ses amis la consomment le plus souvent aux Trois Balais, un pub de Pré-au-Lard, où Madame Rosmerta leur sert la meilleure bièraubeurre. Ce n'est pas un alcool très fort pour les sorciers, mais les elfes de maison y sont plus sensibles.

### Confiseries
Il existe une multitude de friandises citées dans l'univers de Harry Potter. Lors du Noël 1994 de Harry Potter et la Coupe de feu, Hagrid offre à Harry une grande boîte remplie de bonbons. À cette occasion, le lecteur apprend le nom des quatre friandises préférées du héros : les chocogrenouilles, les dragées surprises de Bertie Crochue, les bulles baveuses et les Fizwizbiz. Les friandises créées par Fred et George Weasley sont elles aussi souvent mentionnées.
Les deux principaux lieux de vente des friandises sont la boutique Honeydukes à Pré-au-Lard et le chariot circulant à bord du Poudlard Express.
Chez Honeydukes se trouvent notamment des Fizwizbiz, des Bulles Baveuses, des fils dentaires à la menthe, des gnomes au poivre, des souris glacées, des pâtes à la menthe en forme de crapaud, des plumes en sucre, des sucettes parfumées au sang, des nids de cafard, des gommes de limace, des Suçacides et des bonbons explosifs.
Le chariot à friandises du Poudlard Express propose aux élèves des dragées surprises, des chocogrenouilles, des fondants du chaudron, des Ballongommes du Bullard, des Patacitrouilles et des baguettes magiques à la réglisse.
Bulles baveuses
Les bulles baveuses, ou « Ballongommes du Bullard », sont des gommes à mâcher produisant des bulles mauves impossibles à éclater.
La même friandise a fait l'objet de deux traductions différentes dans la version française des romans. Elle est nommée « Ballongomme du Bullard » dans les premier et cinquième livres, et « Bulle baveuse » dans les troisième et quatrième. Elle est mentionnée également en tant que « Bulle baveuse » par Ron Weasley dans le quatrième film.
Chocogrenouilles

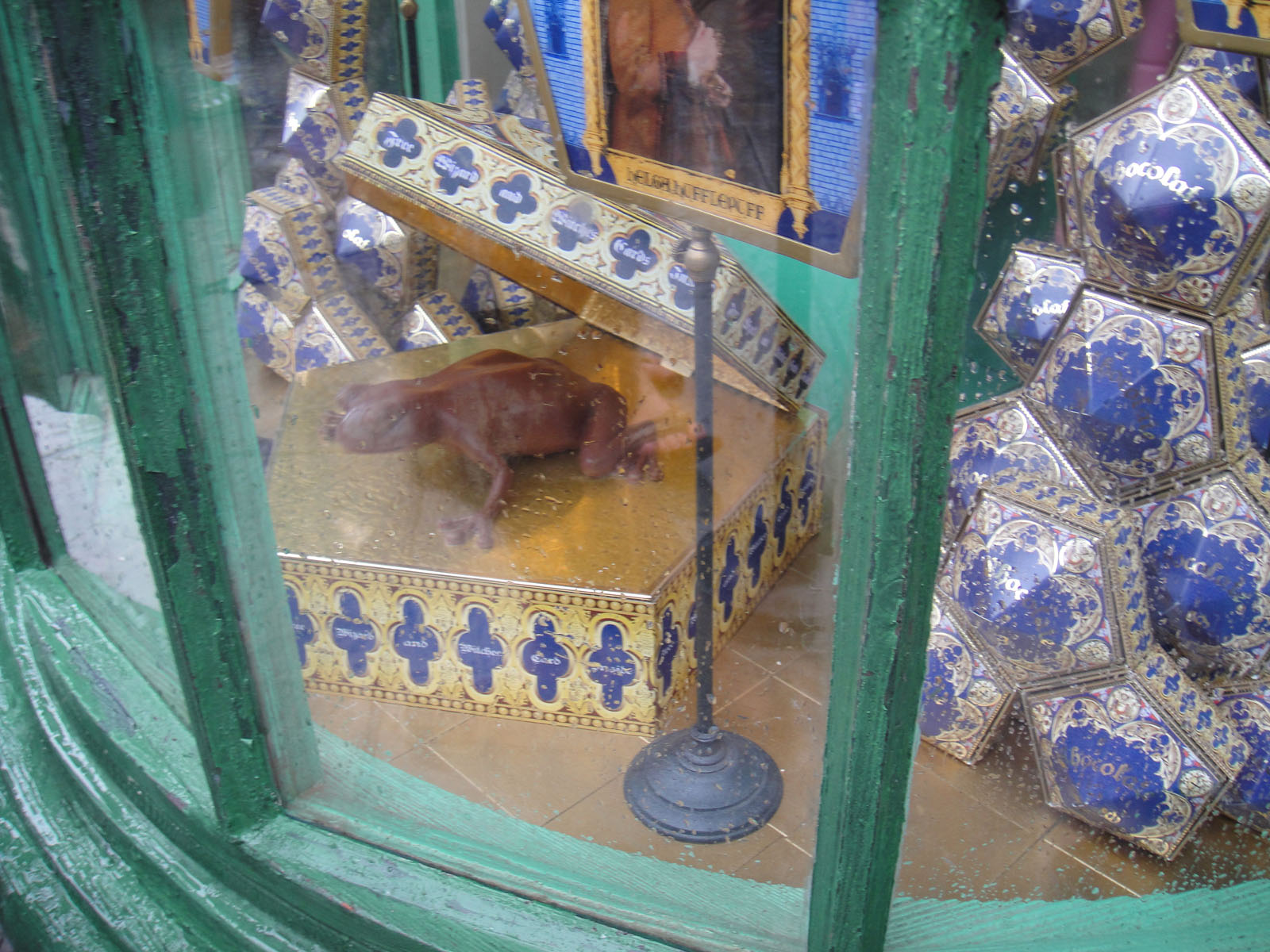
Chocogrenouilles dans la vitrine de Honeydukes. The Wizarding World of Harry Potter à Orlando.

Les Chocogrenouilles (Chocolate Frogs) sont des friandises en chocolat en forme de grenouille, célèbres dans le monde des sorciers. Elles font leur première apparition dans Harry Potter à l'école des sorciers, dans le Poudlard Express.
Dans les films, elles sont ensorcelées et sont capables de sauter. Normalement, elles ne sont capables de ne faire qu'un seul bond, mais dans le premier film, Harry a la malchance de voir la sienne faire deux bonds et s'envoler par la fenêtre. Il faut donc les attraper avant de pouvoir les manger.
Dans chaque paquet de Chocogrenouilles, on peut trouver des cartes de sorciers et sorcières célèbres (sont mentionnés notamment Albus Dumbledore, Morgane, Hengist de Woodcroft, Circé, Merlin, Agrippa, Alberic Grunnion, Paracelse, Cliodna, etc.). Ces personnages sont animés, comme c'est le cas pour toutes les photographies magiques.
Dans le premier roman, Harry obtient la carte représentant Albus Dumbledore. De nombreux élèves, comme Ron font la collection de cartes de Chocogrenouille.
En 2021, une espèce de grenouille arboricole de Nouvelle-Guinée, la Litoria mira, est surnommée la chocolate frog (« chocogrenouille ») en raison de sa couleur chocolat,.
Dragées Surprise de Bertie Crochue

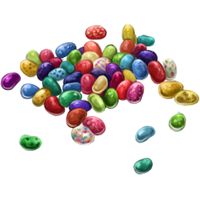
Les Dragées Surprise de Bertie Crochue.

Les Dragées surprises de Bertie Crochue (Bertie Bott's Every Flavour Beans) sont des bonbons colorés aux goûts très variés et parfois douteux, très populaires chez les sorciers. La surprise que réservent ces dragées est leur goût, qui ne peut pas être deviné à l'avance. Il existe différentes saveurs, des plus classiques (chocolat, menthe, orange, noix de coco, café, fraise) aux plus étranges (toast grillé, haricot blanc, sardine, poivre, épinards, foie et tripes, sang de gobelin, chou de Bruxelles, curry, gazon, etc.). Parmi les parfums les plus redoutés, on trouve notamment « poubelle ».
Dumbledore a peur d'en manger car quand il était jeune, il en a eu une au goût de poubelle. Dans le premier roman, il goûte une dragée au chevet de Harry qui vient de combattre Voldemort, croyant que c'est du caramel, mais en fait il s'agit de « cire pour les oreilles » dans le livre et de « crotte de nez » dans le film. Il est à noter que les goûts ont parfois été modifiés avec la traduction française de Jean-François Ménard par rapport aux versions originales.
Bertie Crochue, qui a inventé les dragées, cherchait initialement à créer une nouvelle sorte de bonbons « normaux ». Une paire de chaussettes sales est tombée dans le chaudron de préparation, et Bertie Crochue a trouvé intéressante l'idée d'un « risque à chaque bouchée » dans la dégustation des bonbons.
Remarque : ces dragées surprises ont inspiré la firme Jelly Belly pour la fabrication de bonbons réels, vendus en sachets et en boîtes. La définition des dragées surprises a été respectée et les saveurs sont réellement inhabituelles : herbe, radis, sardine, poussière, poivre, spaghetti, savon… En 2003, elles ont également été commercialisées en Europe.
Fizwizbiz

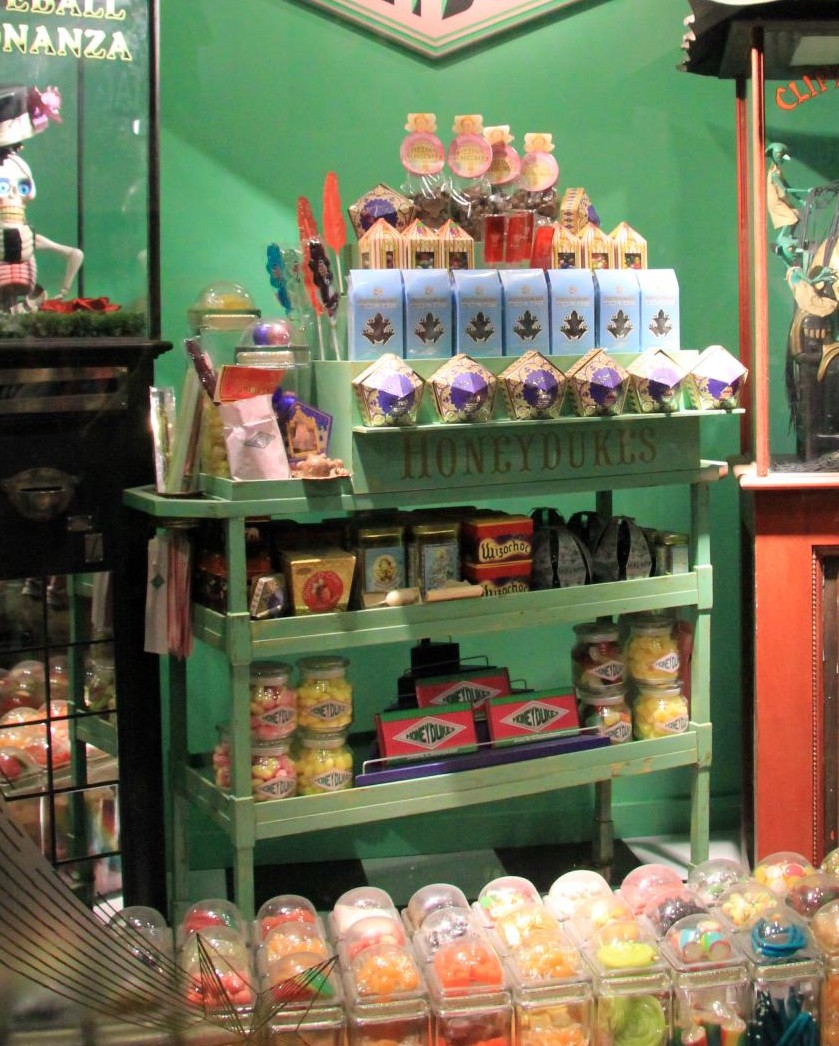
Friandises de l'univers de Harry Potter présentées aux studios de Leavesden.

Ce sont des boules de sorbet faisant léviter la personne qui les mange. Elles sont vendues en sachets, principalement chez Honeydukes. La friandise contiendrait dans sa recette des dards séchés de billywigs.
Hagrid en offre à Harry lors d'un Noël, parmi d'autres de ses friandises préférées. Dumbledore utilise le nom de cette friandise comme mot de passe pour entrer dans son bureau,.
Marchandises de Fred et George
Les jumeaux Fred et George Weasley ont créé plusieurs « friandises » à effets divers, qu'ils ont commencé à commercialiser dans leur boutique de farces et attrapes du chemin de Traverse à partir du sixième tome.
- Les pralines Longue Langue font s'allonger la langue de ceux qui en prennent grâce à un sortilège d'engorgement[81]. Cette confiserie sert surtout à faire des farces. Elle a été testée sur Dudley Dursley, cousin de Harry Potter, dans Harry Potter et la Coupe de feu.
- Les Crèmes Canari ont le goût de crème caramel et transforment en quelques secondes celui qui en mange en canari géant, les victimes reprenant leur forme quelques instants plus tard[16].
- Les boîtes à Flemme servent à indisposer les élèves qui ont besoin de sauter les cours. Elles se déclinent en plusieurs variétés aux noms explicites : pastilles de Gerbe, petits-fours Tourndeloeil, berlingot de Fièvre ou nougat Néansang[82],[83]. Ils possèdent souvent deux parties, la première qui rend malade, la seconde qui est un antidote. Lorsque l'élève prend l'antidote, il retrouve instantanément la santé et peut ainsi faire ce qui lui plait.

## Faune et flore

### Créatures magiques
Au ministère de la Magie, il y a trois classifications magiques : les êtres, les créatures et les esprits.
Les êtres sont des créatures ayant une conscience morale, ils savent le plus souvent parler. On peut noter dans cette catégorie les sphinx, les farfadets, les centaures ainsi que les êtres de l'eau. Les Créatures sont le plus souvent des bêtes sauvages, ou n'ayant pas de conscience humaine tel le boursouf ou le botruc.
Dans l'univers de Harry Potter, de nombreuses créatures fantastiques font leur apparition. Certaines font partie de la mythologie comme le basilic, le centaure, l'hippogriffe ou encore le dragon.

« Certaines créatures se doivent de figurer dans Potter. Elles sont tellement connues qu'on s'attend à les trouver là, et j'ai joué avec jusqu'à un certain point. »

— J. K. Rowling
D'autres ont été entièrement créées par Rowling. C'est le cas par exemple pour le détraqueur, le sombral ou l'épouvantard.

### Plantes magiques
Dans les romans liés à l'univers de Harry Potter, de nombreuses plantes magiques imaginaires sont mentionnées. J. K. Rowling reprend des noms anciens qu'elle transforme légèrement, et puise son inspiration dans l'Herbier de Culpeper, édité au XVIIe siècle : « J'en possède deux copies. Ce n'est pas seulement pour les propriétés des plantes, mais pour tout ce qui est écrit sur ces plantes : les observations [physiques et sensorielles], les liens avec les mouvements planétaires, etc. C'est tellement poétique… Même si je n'ai pas vraiment utilisé ce qui est écrit, ça m'a beaucoup inspirée. »
Branchiflore
((en) Gillyweed) – Plante relativement rare qui permet à celui qui la mâche de respirer et de nager facilement sous l'eau. Elle provoque en effet pendant environ une heure le développement de branchies, ainsi que de mains et pieds palmés. En anglais, cette plante est nommée Gillyweed en référence à la giroflée (gillyflower) et aux branchies (gills). Sa première apparition se fait dans Harry Potter et la Coupe de feu : Dobby la donne à Harry pour l'aider dans la deuxième épreuve du Tournoi des trois sorciers.
Bubobulb
((en) Bubotuber) – Plante aux vertus magiques dont le pus odorant permet de soigner toute blessure irritante, notamment l'acné. Cette plante épaisse et noire ressemble aux limaces et se propage au sol en se tortillant comme ces animaux. Chaque pustule contient une importante quantité de pus qui dégage une forte odeur d'essence.
Cricasse
((en) Screechsnap) – Plante dont les pousses se tortillent et couinent.
Filet du Diable
((en) Devil's Snare) – Plante qui recherche l'obscurité et l'humidité. Elle est dotée de vrilles longues comme des tentacules pour étouffer ceux qui l'approchent. Plus ses prisonniers gesticulent et plus elle resserre son étreinte. Seule la lumière peut la forcer à libérer ses proies car elle est forcée de se recroqueviller.
Mandragore

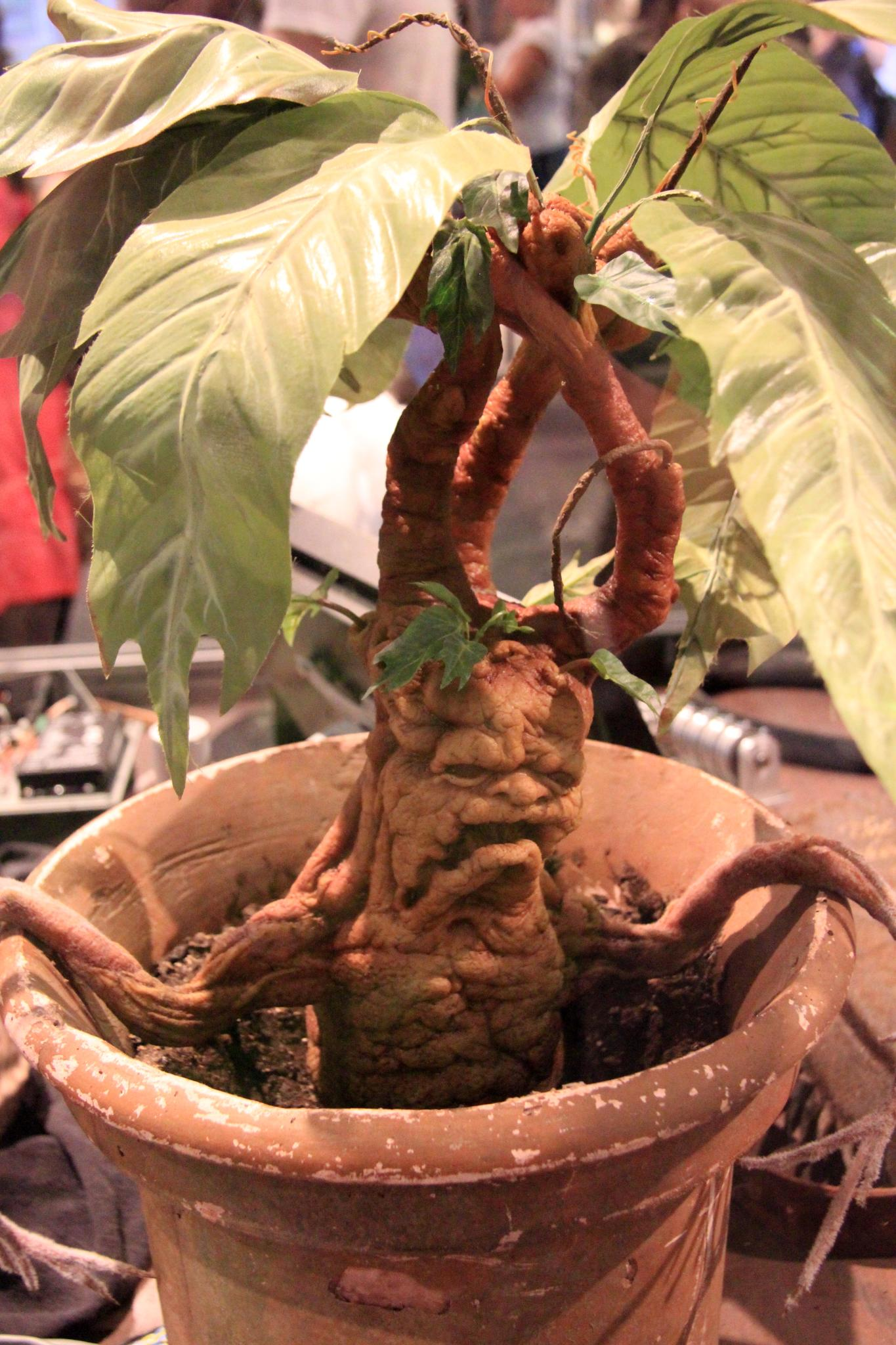
Une Mandragore matérialisée pour le deuxième film (studios Harry Potter).

((en) Mandrake ou Mandragora) – Plante tirée de la sorcellerie traditionnelle. Elle a d'immenses propriétés magiques, et notamment celle de redonner vie à ceux qui ont été pétrifiés par la vue indirecte du regard du Basilic. Par ailleurs, à l'image de la racine de la vraie mandragore qui peut ressembler à un corps humain, la racine de la mandragore dans Harry Potter a l'apparence d'un bébé qui pleure, et dont le cri est néfaste à l'humain, pouvant, dans le cas des jeunes pousses, l'étourdir voire le rendre inconscient pendant quelques heures. Plus dangereux encore, le cri de la Mandragore adulte peut tuer celui qui ne se protège pas.
Mimbulus mimbletonia
Cactus magique qui ressemble aussi à un organe malade car il palpite légèrement. Cette plante plutôt rare vient d'Assyrie. Le nom de la plante est utilisé comme mot de passe pour entrer dans la salle commune de Gryffondor en cinquième année.
Saule cogneur

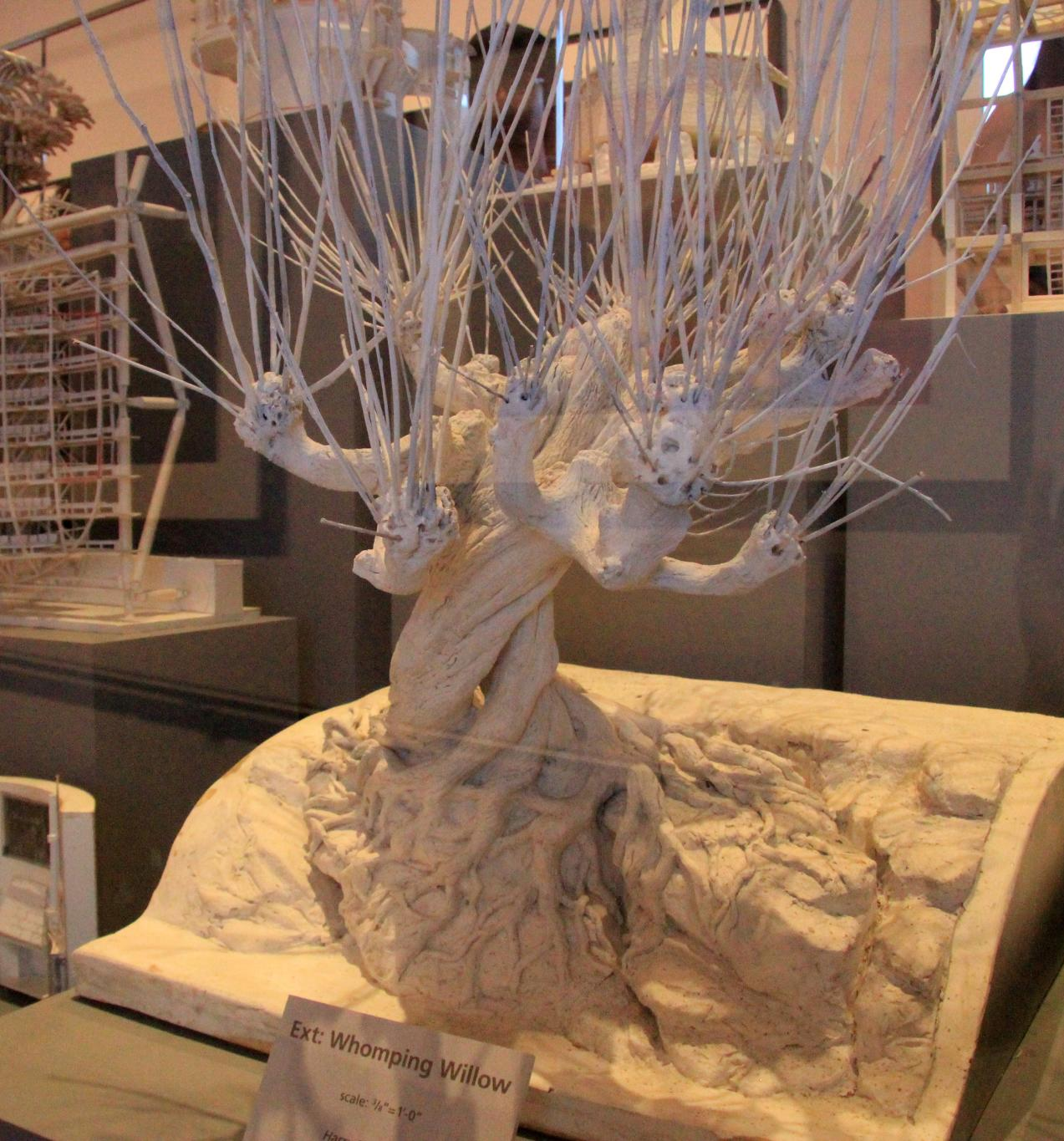
Une maquette représentant le saule cogneur (studios Harry Potter).

((en) Whomping Willow) – Arbre magique et violent dont un exemplaire est planté dans le parc de Poudlard. Ce saule cogneur sert à dissimuler le passage jusqu'à la cabane hurlante. Dans le cas de cet arbre, le seul moyen connu de le neutraliser est d'appuyer sur une petite racine assez difficile à atteindre ce qui a pour effet de paralyser l'arbre pendant un moment. De plus, « saule cogneur » est un jeu de mots de J.K Rowling avec le saule pleureur, connu pour être humide (donc pleurer) alors que ce saule violent et puissant est tout le contraire. En anglais, whomping (« cogneur ») est très proche phonétiquement de weeping (« pleureur »).
Snargalouf
((en) Snargaluff) – Plante dangereuse carnivore qui ressemble à une souche d'arbre morte lorsqu'elle est dans son état passif. Elle projette sur sa proie des vignes pleines d'épines.
Tentacula vénéneuse
((en) Venomous tentacula) – Plante magique dotée de tentacules rouge sombre. Cette plante est très toxique. Ses graines font partie de la catégorie des substances C interdites dans le commerce.
Voltiflor
Plante d'agrément innocente pour sorciers. À vue d'œil, elle ressemble au filet du diable, au point qu'un jour, une guérisseuse de Sainte Mangouste confondit un filet du diable avec un voltiflor, provoquant la mort d'un patient.
D'autres plantes magiques, citées notamment dans les recettes de potions, sont des plantes réelles ayant des vertus magiques ou médicinales — au moins supposées mais pas toujours prouvées — dans la sorcellerie traditionnelle et la médecine. C'est le cas pour l'achillée sternutatoire, l'aconit napel, l'aconit tue-loup, l'armoise, l'asphodèle, la cranson officinal, le dictame, la mandragore, la mauve douce, la sauge, ou encore la livèche.

## Potions
Les potions sont faites à partir de différents ingrédients mélangés dans un chaudron. Il en résulte un liquide ayant des effets magiques sur la personne qui le boit. L'aptitude d'une personne à faire des potions n'est pas dépendante de son aptitude magique en général, puisque les effets des potions sont liés aux propriétés des ingrédients utilisés et à leur quantité.
Aiguise-méninges
Potion qui permet à quiconque la boit d'augmenter son intelligence et ses capacités. Elle est fabriquée à partir de scarabées pilés, de gingembre et de bile de tatou.
Amortentia
Philtre d'amour le plus puissant qui existe. Cette potion, préparée par Horace Slughorn dans Harry Potter et le Prince de sang-mêlé, est identifiable à sa couleur nacrée caractéristique. Il en émane une vapeur s'élevant en spirales et l'odeur du philtre est différente pour chaque personne en fonction de ses attirances et affinités.
Babillage
Potion qui fait dire à celui qui la boit des paroles qui n'ont aucun sens.
Élixir cérébral de Baruffio
Potion qui augmente la concentration de même que l'agilité mentale et diminue le besoin de sommeil. Cette potion est vendue au marché noir pendant la période d'examen de cinquième année par Eddie Carmichael.
Enflure
Potion qui permet d'enfler le corps de celui qui la boit.
Felix Felicis
Du latin chanceux. Cette potion procure à celui qui la boit une confiance en soi inébranlable et elle permet de couronner de succès toutes les actions entreprises. Elle ressemble à de l'or fondu. Cette potion est rare et très difficile à fabriquer. Les résultats peuvent être catastrophique à la moindre petite erreur dans la préparation de cette potion. De plus, elle est formellement interdite lors des concours, des examens, des matchs, […] et elle peut s'avérer toxique lorsqu'on en boit trop souvent et/ou en trop grande quantité. Cette potion est plus connue sous le nom de chance liquide.
Goutte du Mort vivant
Somnifère puissant composé d'asphodèle et d'armoise.
Philtre d'amour
Potion qui provoque une obsession romantique sur une autre personne. Il ne crée pas un amour véritable, ce qui est impossible artificiellement. La puissance d'un philtre peut dépendre du temps écoulé après sa fabrication, de la personne à qui il est destiné et du poids de la victime. Il existe plusieurs dizaines de philtres différents, dont les effets sont plus ou moins importants.
Philtre calmant
Potion qui permet de calmer les nerfs de celui qui la boit. L'effet est de courte durée, et si la personne supporte mal l'un des ingrédients, cela provoque chez celle-ci l'effet inverse (la colère).
Philtre de confusion (ou Philtre d'embrouille)
Potion qui permet de rendre confus toute personne qui la boit et mène à des conduites impétueuses et téméraires. Elle est composée de cranson officinal, de livèche et d'achillée sternutatoire.
Philtre de paix
Potion destinée à calmer l'anxiété et l'agitation de la personne qui la boit, mais un dosage trop lourd des ingrédients peut faire tomber celui qui la boit dans un sommeil profond, voire irréversible. Il s'en élève une brume légère de vapeur argentée.
Pimentine
Potion fabriquée par Madame Pomfresh. Elle est très efficace contre le rhume, mais a pour effet secondaire de faire fumer les oreilles pendant plusieurs heures.
Dans la version GameBoy Color de Harry Potter à l'école des sorciers et Harry Potter et la chambre des secrets, cette potion est monnaie courante et sert à restaurer les PM (Points Magie) de Harry. En revanche, elle n'est aucunement liée à Madame Pomfresh qui se contente de donner uniquement des potions Wiggenweld (restaure les HP de Harry).
Polynectar
Potion dont la préparation dure un mois et qui permet de prendre l'apparence physique d'une personne pendant une heure. Elle ne doit pas être utilisée pour se transformer en animal sous peine d'effets secondaires gênants. Lupin précise par ailleurs que le polynectar n'a d'effet que sur les « humains » et n'en aurait aucun sur le demi-géant Hagrid, par exemple.
La fabrication de cette potion nécessite des sangsues, une peau de serpent du Cap, des chrysopes, un sisymbre, des touffes de polygonum, de l'essence de crabe… Mais, son principal ingrédient est un « morceau » de la personne dont on souhaite prendre l'apparence (souvent des cheveux).
En général, ses effets durent de 10 minutes à douze heures.
Cette potion est utilisée à plusieurs reprises dans la saga (par Harry, Ron et Hermione afin d'entrer dans la salle commune des serpentards dans Harry Potter et la Chambre des secrets, par Barty Croupton Jr. pour prendre l'apparence d'Alastor Maugrey dans le quatrième livre, par Hermione Granger, Ron Weasley, Fred et George Weasley, Fleur Delacour et Mondingus Fletcher pour prendre l'apparence de Harry dans le septième livre, Crabbe et Goyle pour aider Drago Malefoy dans le sixième livre, et à plusieurs reprises par Harry, Ron et Hermione lors de leur quête des horcruxes dans le septième livre).
Poussoss
Potion qui fait repousser les os, de manière très douloureuse. Elle brûle la bouche et la gorge lorsqu'on l'avale. Harry a dû l'utiliser lorsque Gilderoy Lockhart a fait disparaître tous les os de son bras cassé, dans Harry Potter et la Chambre des secrets. Fleur Delacour en a également donné à Gripsec lors de son arrivée chez elle pour soigner les os de ses jambes, dans Harry Potter et les Reliques de la Mort.
Ratatinage
Potion qui fait rajeunir celui qui la boit jusqu'à redevenir enfant. Le crapaud de Neville Londubat revient ainsi à l'état de têtard après avoir absorbé cette potion.
Tue-loup
La potion Tue-loup (Wolfsbane Potion en anglais) permet aux loups-garous de conserver un contrôle sur eux-mêmes si elle est prise durant la semaine précédant une pleine lune. Elle n'empêche toutefois pas la transformation. La potion a été inventée par l'oncle de Marcus Belby, Damoclès, qui a suivi ses cours de potions à Poudlard avec Horace Slughorn.
Veritaserum
Sérum de vérité dont la préparation difficile prend une lunaison complète. La potion est claire comme de l'eau, et inodore comme celle-ci, ce qui la rend presque indétectable. Cependant, le Veritaserum n'est pas infaillible, ce qui le rend inutilisable dans un procès. Pour qu'il fonctionne, il doit être utilisé que sur des personnes vulnérables, incapables de s'en protéger, ou ne sachant pas qu'on va l'utiliser sur elles. On peut en contrer les effets par l'Occlumancie, grâce à un antidote pris préventivement, ou encore par d'autres moyens : le transformer en un liquide inoffensif, la fermeture de la gorge, ou en faisant semblant de l'avaler[réf. non conforme].
Vieillissement
Potion qui a pour effet de faire physiquement vieillir celui qui la boit. Fred et George Weasley et Lee Jordan l'utilisent en essayant de tromper la limite d'âge autour de la Coupe de Feu.

## Sports et loisirs
Le sport, en particulier le quidditch, joue un rôle important dans le monde magique et dans la saga Harry Potter. Le quidditch est un sport d'équipe joué sur des balais volants, que J. K. Rowling apparente au basket-ball. Les sorciers du monde entier suivent l'actualité sportive de la même manière que pour le football, et la Coupe du monde de quidditch est un événement majeur dans le calendrier sorcier. Une course de balais est également organisée de façon annuelle. Harry est un bon joueur de quidditch à Poudlard et plusieurs livres de la série Harry Potter décrivent cette activité sur le terrain de quidditch. Harry, attrapeur de son équipe, a permis à Gryffondor de remporter de nombreuses victoires. Des matchs de quidditch sont décrits dans tous les épisodes de la série sauf dans Harry Potter et la Coupe de feu et Harry Potter et les Reliques de la Mort.
Parmi les autres loisirs sorciers, on peut citer les Bavboules, un jeu ressemblant à celui des billes dans lequel les petites pierres crachent un liquide puant au visage de l'adversaire lorsque celui-ci perd un point. Il y a un club de Bavboules à Poudlard (Eileen Prince en a d'ailleurs été capitaine), une ligue nationale et internationale.
Dans la bataille explosive, les cartes explosent, tandis que les pièces des échecs sorciers sont animées et reçoivent des ordres du joueur.

## Pouvoirs magiques

### Animagus
Un Animagus (au pluriel, on parle d'Animagi) est un sorcier ayant la capacité de se métamorphoser à volonté en l'animal qu'il aura choisi durant son apprentissage. S'exercer à devenir un Animagus est très difficile et nécessite plusieurs années d'entraînement intensif. C'est pour cette raison que le ministère de la Magie surveille de très près les personnes souhaitant accéder à cette aptitude hors du commun, et leur demande de s'enregistrer au Service des usages abusifs de la magie. La différence fondamentale entre les métamorphoses « communes » et les transformations « animagiques » réside dans le fait que l'individu « communément » métamorphosé devient entièrement animal (perdant toute conscience humaine, laquelle laisse place à un instinct bestial jusqu'à ce que quelqu'un annule le sort) tandis que l'Animagus garde souvenirs, pensée et conscience de ses actes. Il peut en outre se transformer sans baguette ni aide extérieure.
Le ministère tient un registre, qui se veut exhaustif, des Animagi. Dans son troisième volume, ce registre contient notamment les noms des sept Animagi déclarés sur le sol britannique au XXe siècle. On ne connaît officiellement que l'un des sept noms, celui de Minerva McGonagall qui se transforme à volonté en chat tigré. Plusieurs Animagi « illégaux » (car non déclarés) font également leur apparition dans les différents romans de la série, tels que Sirius Black (chien), Peter Pettigrow (rat), James Potter (cerf) et Rita Skeeter (scarabée).

### Métamorphomage
Le terme métamorphomage est employé pour décrire les sorciers ayant la capacité de se métamorphoser spontanément, sans l'aide de potions ou de sortilèges. Les métamorphomages peuvent ainsi prendre l'apparence de n'importe qui. Pour se transformer, ils crispent leur visage et le changement s'effectue alors. Contrairement aux animagi, on ne peut pas devenir métamorphomage par l'apprentissage. Un métamorphomage l'est dès la naissance.
Lorsqu'un métamorphomage éprouve de puissants sentiments (colère, joie, angoisse…), sa chevelure se colore alors spontanément. Les cheveux deviennent alors roses, bleus, violets selon l'humeur.
Les métamorphomages sont apparemment très rares car Harry n'en a vu qu'une seule durant sa scolarité : Nymphadora Tonks. Dès sa naissance, il est évident que Teddy Lupin, fils de Remus Lupin (qui est un loup-garou) et de Nymphadora Tonks (qui est métamorphomage), est lui aussi un métamorphomage.

### Fourchelang
Le fourchelang (Parseltongue en anglais) est la capacité de communiquer avec les serpents, par le biais de sifflements aigus s'apparentant à ceux d'un serpent. Parler le fourchelang est rare et très mal vu. Parler le fourchelang ne s'apprend généralement pas, mais c'est possible puisque Albus Dumbledore comprend le discours des Gaunt dans le sixième volet de la saga, en outre, dans le septième volet, Ron est capable de répéter des paroles en fourchelang pour ouvrir la Chambre des secrets ; c'est normalement une capacité innée ; une personne ne sachant pas qu'elle possède cette capacité, tel Harry Potter dans le deuxième livre, peut le parler et le comprendre instinctivement sans même s'en rendre compte. Harry Potter est une exception : il a reçu le don de Voldemort lorsque celui-ci a tenté de le tuer, et l'a perdu en tuant la part d'âme que Voldemort avait involontairement placée en lui. La première personne recensée dans l'univers de Harry Potter parlant le fourchelang est Salazar Serpentard, l'un des quatre fondateurs de Poudlard. Ses descendants, dont la famille Gaunt ont également ce pouvoir.
Ron Weasley a lui aussi réussi à parler le fourchelang dans le septième livre de la saga, pour aller récupérer un crochet de Basilic dans La chambre des secrets pour neutraliser un des Horcruxes (Ron Weasley ne parle pas vraiment le Fourchelang mais il entend Harry le parler pour ouvrir le médaillon horcruxe et reproduit donc le son pour pouvoir entrer dans la Chambre des Secrets).

### Legilimancie et occlumancie
La legilimancie est une branche de la magie qui a pour objet d'extraire de l'esprit de certaines personnes des émotions ou des souvenirs, nécessitant généralement un contact visuel avec la cible. La pratique de la legilimancie est plus aisée sur un esprit détendu ou vulnérable.
On appelle « legilimens » celui qui pratique la legilimancie. Legilimens est également le sort exercé afin de lire les pensées d'autrui.
Harry Potter et Voldemort ayant un fort lien magique depuis la tentative de meurtre du mage noir sur le garçon, celui-ci dispose d'une capacité à « lire dans l'esprit » de Voldemort, et réciproquement, sans se trouver nécessairement à proximité l'un de l'autre. Lorsque le mage se rend compte de ce lien, il cherche à générer de fausses indications pour piéger Harry. Dans le septième livre, on apprend que lorsque Voldemort a tenté de tuer Harry dans son berceau, une partie de son âme s'est enfermée dans l'esprit de sa victime, formant un 7e Horcruxe, Harry lui-même. C'est pour cette raison que Voldemort et le garçon ont un lien si fort et que Harry a la possibilité de parler Fourchelang, la langue des serpents.
Le professeur Severus Rogue précise en outre que Voldemort est un grand legilimens : il serait quasiment impossible de lui mentir sans qu'il le sache. Rogue lui-même y parvient cependant pendant plusieurs années en jouant son rôle d'espion pour les deux camps. On suppose qu'Albus Dumbledore l'est également, en raison du fait que Harry ait le profond sentiment d'être passé aux rayons X en sa présence et que l'auteur mentionne à plusieurs reprises son regard perçant. Dumbledore précise lui-même avoir de l'expérience en matière de legilimancie.
L’occlumancie est, quant à elle, une branche de la magie qui a pour objet de protéger son esprit contre les tentatives d'intrusions et contre les « influences extérieures ». Autrement dit, de se protéger de la legilimancie. Il n'existe pas de sort pour fermer son esprit, l'occlumancie est plutôt un art d'organisation de ses pensées. Celui qui pratique l'occlumancie est appelé occlumens.
Dans Harry Potter et l'Ordre du Phénix, c'est Rogue lui-même qui donne des cours particuliers à Harry pour lui apprendre à interdire l'accès de son esprit à Lord Voldemort. Le résultat est très mauvais, en raison de leur forte antipathie l'un envers l'autre. Harry franchira néanmoins et par erreur les défenses mentales de Rogue et aura pendant un bref instant accès à certains de ses souvenirs. Dans le sixième livre, on apprend que Bellatrix Lestrange a enseigné l'occlumancie à son neveu Drago Malefoy afin que personne, ni même Severus Rogue auquel elle ne fait pas confiance, ne sache ce qu'il préparait.
L'auteur précise sur son site internet que la capacité à être un bon occlumens dépend de la personnalité. Bien plus calculateurs que Harry, Malefoy et Rogue sont plus aptes que lui pour cet art.

### Voyance
L'aptitude à prophétiser, aussi appelée le Troisième Œil, permet au sorcier qui la détient d'entrevoir le futur, le passé ou des instants présents se déroulant à d'autres endroits. Cette aptitude, bien qu'elle puisse se travailler, s'acquiert principalement à la naissance. Les sorciers maîtrisant la voyance pourront voir des scènes entières, tandis que ceux qui sont encore débutants ou qui n'ont pas une grande aptitude peuvent ne voir que de brèves images. Sibylle Trelawney, le professeur de divination, détient ce pouvoir, bien qu'il ne se manifeste chez elle que rarement.
Les techniques pour voir l'avenir sont nombreuses ; il y a entre autres les lignes de la main, les feuilles de thé, la plus connue étant les boules de cristal.

### Lycanthropie
Le seul moyen pour l'être est de se faire mordre par un autre lycanthrope lors de la pleine lune. Une fois par mois, pendant les trois jours de pleine lune, le mordu se transforme en loup-garou, et perd tout contact avec le monde magique : il ne se souvient de rien et a un comportement sauvage, agressif et cruel. Une fois redevenus humains, ils ne se souviennent en général pas de ce qu'ils ont fait pendant ces trois jours. Très mal vus par la société, certains, comme Remus Lupin, choisissent de boire une potion Tue-loup un peu avant leur transformation, ce qui leur permet de contrôler leurs actions. Fenrir Greyback est un lycanthrope très connu pour sa sauvagerie et sa cruauté : ses cibles préférées sont les enfants.
Bill Weasley, blessé légèrement par Fenrir Greyback, acquiert une certaine préférence pour la viande saignante sans pour autant se transformer complètement en loup-garou.

### Maîtrise des runes
Un maître des runes maîtrise cet ancien langage à la perfection, ce qui lui permet de les utiliser de façon qu'elles soient offensives ou défensives.

### Patronus

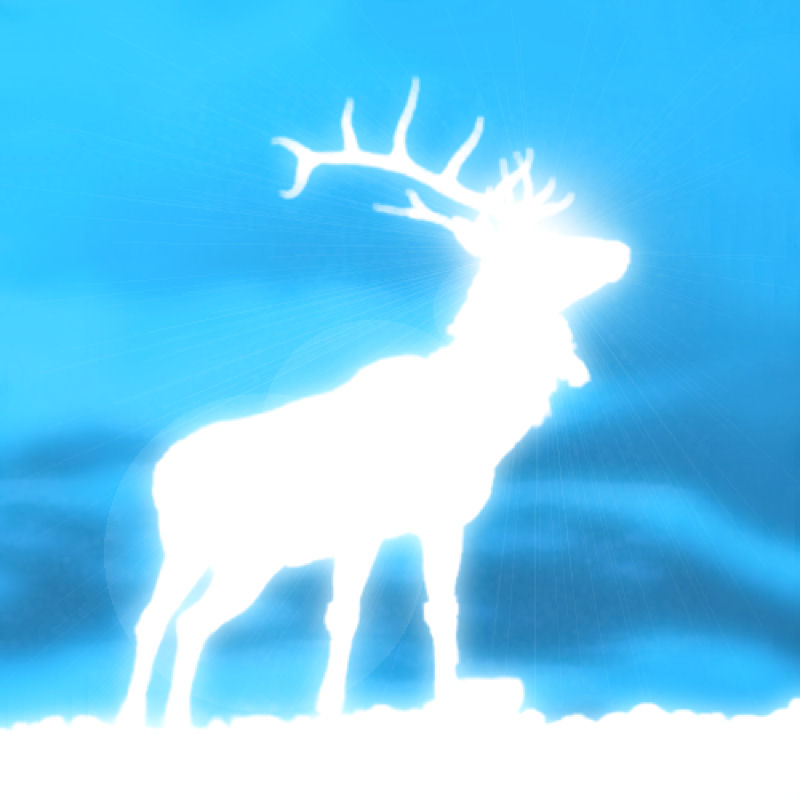
Représentation du patronus corporel de Harry Potter, un cerf.

Le sortilège « Patronus » crée l'incarnation des pensées positives telles que la joie, l'espoir ou le désir de vivre de celui qui le lance. Il sert de protection contre les détraqueurs, qui se nourrissent des sentiments de désespoir et les nourrissent en même temps. Le patronus protège le sorcier ou la sorcière qui l'a invoqué mais il obéit aussi à ses ordres. Il s'éteint une fois devenu inutile.
Le patronus créé apparaît argenté, éthéré et translucide, presque transparent. Un patronus trop peu puissant (dû à sa mauvaise réalisation), ressemble à une masse informe argentée de filaments ou éclats qui sont aisément détruits ou éteints. Un patronus convenablement réalisé (à l'aide d'un souvenir particulièrement puissant) est dit Patronus Corporel ; il prend une forme animale caractéristique de la sorcière ou du magicien l'ayant invoqué puisqu'il est le témoin de leur personnalité/caractère. Mais, il arrive que des personnes voient leur patronus changer de forme au cours de leur existence, cela est souvent dû à un choc émotionnel ou à un bouleversement dans la vie de la personne.
Le sortilège du patronus est simple en théorie mais très difficile à exécuter correctement dans la pratique. Il exige l'utilisation d'une baguette magique et de l'incantation Spero Patronum.
Albus Dumbledore a conçu une méthode pour employer les patronus comme messagers. Il semble que seul l'Ordre du Phénix connaissait cet usage et s'en servait.
Quelques sorciers et leur patronus :
- Harry Potter : un cerf[124]
- Hermione Granger : une loutre[80]
- Ron Weasley : un Jack Russell Terrier
- Albus Dumbledore : un phénix[125]
- Ginny Weasley : un cheval (dans le film Harry Potter et l'Ordre du Phénix)
- Kingsley Shacklebolt : un lynx[62]
- Arthur Weasley : une belette[126]
- Severus Rogue : une biche[127]
- Cho Chang : un cygne[80]
- Luna Lovegood : un lièvre[128]
- Seamus Finnigan : un renard[80]
- Ernie MacMillan : un sanglier[128]
- Abelforth Dumbledore : un bouc[129]
- Lily Potter : une biche[43]
- James Potter : un cerf[130]
- Dolores Ombrage : un chat[131]
- Minerva McGonagall : un chat[30]
- Nymphadora Tonks : un loup[132]

### Transplanage
C'est l'un des moyens de transport les plus rapides pour les sorciers : transplaner consiste à se téléporter quasi instantanément d'un endroit à un autre. C'est un sort régulé par le ministère de la Magie et qui présente des dangers, le risque majeur étant de se retrouver « désartibulé » (splinched en anglais), c'est-à-dire de laisser une partie de son corps derrière soi. Ce risque est à l'origine de l'interdiction faite de transplaner sans l'obtention du permis adéquat ; il est proposé aux élèves majeurs (17 ans dans le monde des sorciers) de le préparer à Poudlard.
Pour transplaner, il faut se concentrer sur le lieu où l'on veut se rendre avec grande détermination. Les sensations du transplanage sont décrites comme désagréables : tourbillon allant à toute allure, sensation d'enfermement ou d'écrasement.
La méthode pour transplaner peut se résumer en une règle des trois D : destination, détermination et décision :
- Fixer résolument son esprit sur la destination souhaitée ;
- Concentrer sa détermination sur l'espace à occuper ;
- Tourner sur place en essayant de trouver son chemin dans le néant en accomplissant son mouvement avec décision.

La difficulté du transplanage augmente avec la distance. Seuls des sorciers hautement entraînés peuvent envisager des transplanages intercontinentaux. Il est possible d'accompagner quelqu'un qui transplane sans savoir soi-même transplaner : il suffit de s'agripper à cette personne; c'est le « transplanage d'escorte ».
Il est impossible de transplaner dans l'enceinte de Poudlard, mais Albus Dumbledore peut, en tant que directeur, annuler temporairement cette mesure de sécurité (À noter que dans le film Harry Potter et le Prince de sang-mêlé, Albus Dumbledore prétend que ses fonctions lui permettent de transplaner, ce qui n'est pas le cas dans le livre). En revanche, Fumseck, le phénix de Dumbledore, peut se servir de ses pouvoirs de phénix pour se téléporter hors du château (il le fait à deux reprises dans Harry Potter et l'Ordre du Phénix). Par ailleurs, il semble possible de se servir d'un Portoloin pour se transporter directement dans l'enceinte de Poudlard, Harry Potter le faisant dans le quatrième livre.
Dans les films, quand les mangemorts transplanent, ils prennent une forme de fumée et se déplacent comme ça. Sous cette forme, ils peuvent lancer des sorts librement, comme ils l'ont fait au début du sixième film pour détruire un pont.
Les elfes de maison peuvent se déplacer d'une manière similaire, mais ce n'est pas du transplanage ; ils peuvent le faire n'importe où, même dans un lieu protégé comme Poudlard. Les elfes de maison pratiquent, en effet, une magie différente de celle des sorciers.

### Vol sans balai
Des sorciers comme Voldemort, Dumbledore ou Severus Rogue possèdent la capacité de voler sans balai. Il semblerait que la présence d'une baguette sur soi en donne la possibilité aux sorciers expérimentés. Rogue, quant à lui, peut adopter une forme semblable à une chauve-souris pour voler, ce qui surprend les membres de l'Ordre du Phénix à la fin du septième tome.

## Organisations et groupements

### Ordre du Phénix
L’Ordre du Phénix est une société secrète fondée par Albus Dumbledore, qui a pour but de faire face à Voldemort et à ses Mangemorts.
Cet ordre secret existe déjà avant la chute de Voldemort, mais ses membres se réunissent à nouveau à partir du jour où Harry Potter sort du labyrinthe de la troisième tâche du Tournoi des Trois Sorciers, après la mort de Cedric Diggory. Son quartier général se trouve dans la maison de Sirius Black, le parrain de Harry, au 12, square Grimmaurd.
Les membres de l'Ordre sont des personnages récurrents dans les différents livres : la moitié de la famille Weasley en fait partie, certains membres du corps enseignant de Poudlard, et également certains Aurors.
Durant la cinquième année d'études de Harry Potter à Poudlard, l'ordre du Phénix doit faire face à Voldemort, mais aussi au ministère de la Magie, qui nie le retour du célèbre mage noir. Albus Dumbledore et Harry Potter sont les cibles de moqueries constantes dans les médias qui ne cessent de les discréditer. Le ministère fait pression sur la Gazette du Sorcier pour qu'ils fassent passer Harry Potter pour un fou, qui ne veut que faire parler de lui, et pour qu'Albus Dumbledore passe pour un vieillard sénile et incompétent.
L'ordre du Phénix fait des tours de garde afin d'empêcher Voldemort de posséder une arme. Celle-ci se trouve au département des Mystères, au ministère de la Magie. Il s'agit en fait d'une prophétie permettant à Voldemort de savoir comment vaincre Harry Potter.

### Armée de Dumbledore
L'Armée de Dumbledore (AD) (formée à l'insu du directeur Albus Dumbledore, dont elle porte le nom), est une organisation comptant uniquement des adolescents de Poudlard souhaitant s’entraîner à manipuler les sortilèges de défense contre les forces du mal, ce qui leur a été interdit. L'organisation est fondée par Hermione Granger, dans le but de contrer l'autorité de l'un des professeurs de Poudlard de cinquième année et déléguée du ministère de la Magie, Dolores Ombrage.

### Mangemorts
Les mangemorts constituent un groupe de sorciers et sorcières partisans de Lord Voldemort.

### Maraudeurs
« Maraudeurs » (Marauders en anglais) est le surnom que s'attribue un groupe d'étudiants de Poudlard, créateurs de la carte du maraudeur, dans les années 1970. Le groupe d'amis est alors composé de « Lunard » (Remus Lupin), « Queudver » (Peter Pettigrow), « Patmol » (Sirius Black) et « Cornedrue » (James Potter),.

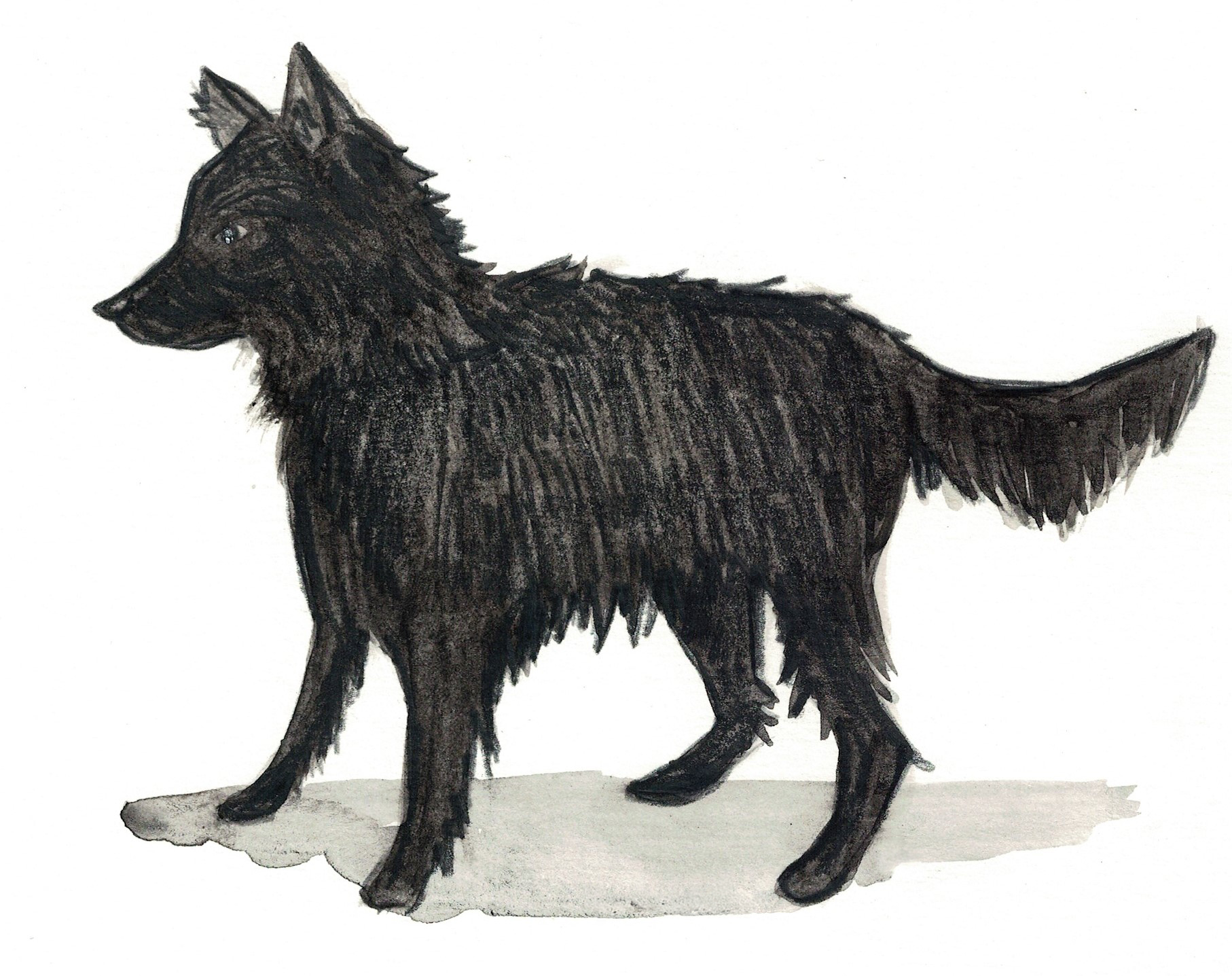
Représentation possible de la forme Animagus de Sirius Black (dit « Patmol »).

Trois des maraudeurs acquièrent illégalement la faculté de se transformer en animal (animagi) au cours de leurs études, afin de pouvoir tenir compagnie sans risque au quatrième (Remus Lupin), qui est contraint de s'isoler des autres élèves une fois par mois en raison de sa lycanthropie. Les surnoms respectifs des trois animagi s'inspirent de leur forme animale : un rat pour Queudver, un chien pour Patmol et un cerf pour Cornedrue,. Le surnom Lunard, quant à lui, est en lien avec la pleine lune. Les quatre amis mettent au point la carte du maraudeur entre leur cinquième et septième année d'études. Elle leur permet de savoir précisément et en temps réel à quel endroit se situe chaque personne dans l'enceinte de Poudlard. La carte leur est finalement confisquée par Argus Rusard.
Après avoir quitté Poudlard, les maraudeurs deviennent tous membres de l'Ordre du Phénix, fondé par Dumbledore pour lutter contre Voldemort, et James Potter, resté très proche de Sirius Black, le choisit avec Lily Evans pour être le parrain de leur fils Harry. Les liens fraternels entre les quatre maraudeurs sont rompus lorsque, par crainte de Voldemort, Peter Pettigrow vient à trahir Lily et James Potter en 1981, en fournissant au mage noir des informations qui conduisent à leur assassinat. Dès lors, Peter Pettigrow est traqué par Sirius Black, mais ce dernier est accusé de la trahison ainsi que d'un crime commis par Pettigrow, et emprisonné à sa place pendant de nombreuses années. Pettigrow, de son côté, demeure caché sous sa forme animale. Il se fait adopter par la famille Weasley, qui pense adopter un simple rat (nommé Croûtard).
Douze ans plus tard, dans Harry Potter et le Prisonnier d'Azkaban, Harry Potter a connaissance du groupe co-formé par son père en héritant de la carte du maraudeur que lui confient les jumeaux Weasley après l'avoir volée dans le bureau de Rusard. La même année, Sirius Black s'évade de prison pour retrouver Peter Pettigrow et prouver son innocence, et Remus Lupin devient l'un des professeurs de Harry, ainsi que l'un de ses confidents et amis proches. Black et Lupin s'unissent pour dévoiler à Harry le visage du traître de ses parents.

## Statut de sorcier

### Sang-pur
Un sorcier dit de « sang-pur » (pure-blood en anglais) n'a pour ancêtres que des sorciers. La communauté magique étant relativement petite, les familles de sang-pur sont donc extrêmement rares et vouées à disparaître. Elles sont toutes plus ou moins apparentées : ainsi la famille Black est reliée par le mariage de Narcissa Black à la famille Malefoy, et par cousinage éloigné à la famille Weasley. Pour maintenir la pureté du sang, certaines familles comme la famille Gaunt ont dû recourir à la consanguinité en épousant leurs cousins, provoquant alors une instabilité mentale et une nature détraquée.
Les « traîtres à leur sang » sont désignés comme étant de sang-pur, mais ne considèrent pas les Moldus comme des moins que rien ou même ont une affection particulière pour eux, comme c'est le cas par exemple de la famille Weasley ou de Sirius Black.
Le concept de sang-pur revient également de manière récurrente comme « credo » de Voldemort et de ses Mangemorts. Les Mangemorts se targuent d'avoir le sang-pur contre les familles (très majoritaires) ayant compté des Moldus ou d'anciens Moldus (d'où l'insulte très grave « sang-de-bourbe »). Toutefois, lord Voldemort lui-même est un sang-mêlé. J. K. Rowling a affirmé qu'aucune famille de sang-pur ne subsistait à l'époque où se déroule l'action de la série.
Dans le septième livre, les sang-purs deviennent une oligarchie discriminant les sang-mêlés et les nés-Moldus. Les discours de Voldemort et de ses partisans sont des discours pouvant s'apparenter aux discours nazis. Cependant, toutes les familles de sang-pur n'ont pas été partisanes de Voldemort, comme les Londubat et les Weasley.

### Sang-mêlé
Un sorcier dit de « sang-mêlé » (half-blood en anglais) est un sorcier ayant un ancêtre moldu. Selon Rubeus Hagrid, « De nos jours, la grande majorité des sorciers sont des sang-mêlé » : de fait, la plupart des personnages du roman sont des sang-mêlés, à commencer par Harry lui-même ainsi que Voldemort.

### Né-Moldu
Un sorcier « né-Moldu » (muggle-born en anglais) est un sorcier dont les parents sont Moldus. Les nés-Moldus sont parfois désignés par le terme très insultant, de « sang-de-bourbe » (mudblood en anglais). Quiconque utilise ce terme considère une telle filiation comme étant « impure ». Dans Harry Potter et la Chambre des secrets, Drago Malefoy insulte Hermione Granger en la qualifiant ainsi.
Dans le septième livre, on apprend que lors du règne de Voldemort, les nés-Moldus sont forcés d'être fichés et marqués comme tels. On les accuse également d'avoir volé leur baguette magique. Ils sont alors interrogés par Dolores Ombrage au ministère de la Magie.
De nombreux sorciers nés-Moldus apparaissent dans les livres comme Hermione Granger, Lily Evans Potter, Colin et Denis Crivey, Justin Finch-Fletchley, Dean Thomas (mais J. K. Rowling confiera plus tard que son père biologique était un sorcier), ou encore Pénélope Deauclaire.

### Cracmol
Le terme « Cracmol » (squib en anglais, qui désigne un pétard) est employé pour désigner une personne appartenant à une famille de sorciers, mais pratiquement dépourvue de toute capacité magique. Un Cracmol n'est cependant pas un Moldu. Les Cracmols, par exemple, peuvent voir Poudlard, alors que les Moldus, dénués de toute capacité magique, en sont incapables. Arabella Figg et Argus Rusard sont des Cracmols.

### Moldu
« Moldu » (muggle en anglais) est un terme inventé par les sorciers pour désigner une personne ne possédant pas de pouvoirs magiques. La plupart des Moldus sont tout à fait inconscients de l'existence même de la société des sorciers, bien que ces deux mondes existent en parallèle. Les seules personnes citées dans les romans de Harry Potter qui connaissent l'existence des sorciers sont le Premier Ministre moldu, la famille maternelle de Harry, les parents d'Hermione, le père de Seamus Finnigan et la famille de Dean Thomas.
Le ministère de la Magie travaille très dur à garder les Moldus dans l'ignorance. Lorsqu'un Moldu voit un dragon, par exemple, le ministère envoie des fonctionnaires appelés « Oubliators » pour lancer des sortilèges d'amnésie afin qu'il oublie ce qu'il a vu. Le ministère cache certains endroits magiques avec des sortilèges Repousse-Moldus et en les rendant « incartables »; c'est pourquoi les Moldus voient Poudlard sous forme de vieilles ruines avec un panneau indiquant « défense d'entrer, danger » qui seraient dangereuses pour quiconque s'y aventurerait.
Pour la plupart des sorciers, les mœurs des Moldus et leur mode de vie sont essentiellement inconnus. Quand ils tentent d'agir comme des Moldus, les résultats peuvent effectivement être comiques, comme lorsque Arthur Weasley accompagne Harry à son audience au ministère et qu'il montre son enthousiasme en empruntant le métro londonien. Poudlard possède un enseignement appelé «étude des Moldus » où les élèves étudient la façon dont les Moldus vivent sans la magie (« Expliquez pourquoi les Moldus ont besoin d'électricité »).
Beaucoup de sorciers et sorcières considèrent les Moldus avec bienveillance, mais certains ne voient en eux rien d'autre que nuisances et ennuis. Le ministère fait respecter un acte de protection des Moldus pour s'assurer que le monde des sorciers les respecte et reste bien caché de leurs yeux. Mais puisque la communauté magique est très petite, la civilisation moldue dans laquelle ils vivent est d'une importance vitale pour leur bien-être. L’Ordre de Merlin fut fondé par Merlin il y a des siècles pour récompenser ceux ayant été un exemple dans ce domaine. Cornelius Fudge fut d'ailleurs élu ministre de la Magie dans un état d'esprit pro-moldu.
Beaucoup de sorcières et de sorciers n'ont donc jamais accepté l'importance de leurs relations avec les Moldus vivant autour d'eux. Même si quelques sorciers, notamment les jeunes, étudient les Moldus à Poudlard, la plupart mènent leur vie sans comprendre ni s'intéresser à ces différences. Des sorciers belliqueux tourmentent parfois les Moldus avec cruauté. Dans des cas extrêmes, certains ont proposé que l'on les classifie au rang d'« animaux » ou même que l'on autorise la « chasse » aux Moldus.

### Traître à son sang
« Traître à son sang » (blood-traitor en anglais) est un terme péjoratif employé dans l'histoire par des personnes peu recommandables, à propos d'une personne ou d'une famille de sang-pur qui se rapprocherait trop des Moldus à leur goût, ou qui, surtout dans le septième livre, ne voudrait pas se joindre à lord Voldemort. Dans le Royaume-Uni, les Weasley sont considérés par ces mêmes personnes comme la pire famille de « traîtres à leur sang » qui existerait dans le monde des sorciers, étant particulièrement fière de ses liens ancestraux avec de nombreux Moldus illustres.
Dans le cinquième livre, Kreattur, l'elfe serviteur de la famille Black, traite les Weasley de « traîtres à leur sang ». Dans le septième livre, les « traîtres à leur sang » sont considérés au même rang que les « sang-de-bourbe ».